# Club Atlético Peñarol (Mar del Plata)
El Club Atlético Peñarol es un club deportivo de baloncesto de la ciudad de Mar del Plata, Argentina, fundado en noviembre de 1922.
En dicho deporte, el milrayitas ha logrado coronarse campeón de la Liga Nacional de Básquet en cinco temporadas, 1993-94, 2009-10, 2010-11, 2011-12 y 2013-14. Al ser el primer tricampeón consecutivo se adjudicó la Copa Challenger, debiendo realizarse un nuevo trofeo para poner en juego a partir de ese momento.
Peñarol se ha coronado en varios certámenes internacionales, como la Liga de las Américas, torneo de clubes más importante del continente americano, en dos ediciones, 2007-08 y 2009-10. Es por estas, entre otras cuestiones, que es considerado uno de los denominados grandes de la liga nacional de básquet.
Además cuenta con un equipo femenino de básquet, el cual participa de torneos locales y ha participado en el Torneo Federal Femenino de Básquet, certamen nacional más importante, y de la SuperLiga; y tiene un equipo masculino de fútbol que disputa los torneos organizados por la Liga Marplatense de Fútbol.

## Historia
Peñarol nació en 1922 cuando un grupo de vecinos decidió crear una entidad para realizar reuniones vecinales, actividades sociales y deportivas, entre otras. Le pusieron el nombre del Club Atlético Peñarol de Montevideo, luego de una gira que el club uruguayo realizó en ese mismo año por Argentina.
Poco a poco el club fue creciendo hasta transformarse en una de las instituciones más importantes de Mar del Plata. Con respecto a los colores, diecisiete de los treinta y tres presentes estuvieron de acuerdo en que los futuros colores de la entidad fueran el azul y blanco en franjas finas y verticales. A eso se debe el apodo de milrayitas.

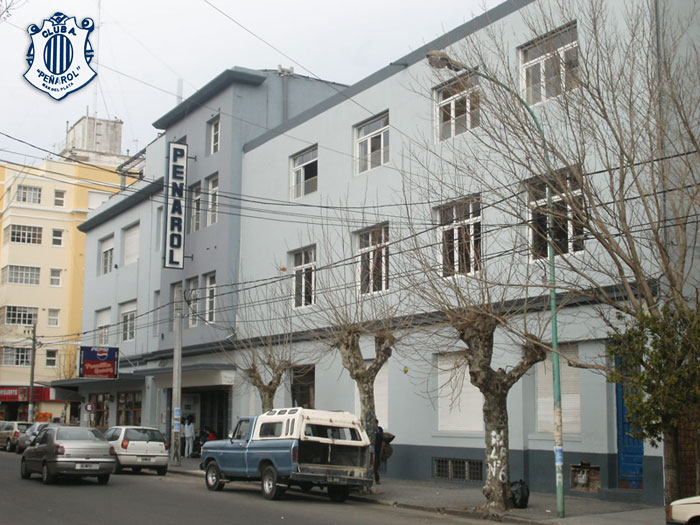
La sede del club.

El club fue fundado para actividades sociales y para fomentar un deporte que en la época iba tomando popularidad, el fútbol. El primer título del club logrado fue en 1927, cuando venció en la Liga Marplatense de Fútbol. En lo edilicio, el club no poseía sede fija, constantemente iban cambiando de sedes las actividades sociales, mientras que las canchas de fútbol pasaron de estar en Santiago del Estero, Santa Fe, Rawson y Alberti a Santiago del Estero, Santa Fe, Rawson y Garay, luego a Santiago del Estero y Castelli y luego a Santiago del Estero al 2800. Más tarde se adquiriría donde se encuentra la actual sede, en Garay 2524.
Para fines de los años '40, Juan J. García propone agregar la práctica del básquet a la institución, y es así como el club comienza con dicho deporte en la rama femenina. En la rama masculina el deporte comenzaría años más tarde, atrasado en parte por los buenos resultados en fútbol, como el campeonato de 1949. En 1951 se afilia a la Asociación Marplatense de Básquetbol. En 1979 obtiene su primer título en este deporte.

### Básquet a nivel nacional
Si bien era una institución barrial, el gran salto a la popularidad lo dio en 1985 al decidir participar en la Liga Nacional de Básquet. Comenzó participando en la Primera Nacional "B", segunda división, en 1985, donde logró salvar la categoría. Al año siguiente, el milrayitas accedió a la última fase, el hexagonal final, donde quedó cuarto y no logró ascender. 
Un año más tarde logró el ascenso a la primera división, al finalizar segundo en el hexagonal final, y desde entonces se mantiene en la competición.
En su primera temporada en la Liga Nacional, Peñarol finalizó décimo segundo de dieciséis participantes, logrando mantener la categoría. El club se mantuvo en ese puesto y fue escalando posiciones, teniendo un pico en la temporada 1991-92, llegando al séptimo puesto.

### Primer campeonato y participación internacional
Tras seis temporadas en la máxima división, el club armó un equipo con Marcelo Richotti, Ariel Bernardini, Esteban De la Fuente, Diego Maggi, Marcelo Vildoza, Carlos Simoni, Gustavo Nóbile, Guillermo Roldán, Martín Fernández, Wallace Bryant, Enrique Tabbia y Sam Ivy. Ed Horton, Lee Campbell, Ken Johnson, Willie Simms y Randy Henry participaron en algunos encuentros pero fueron cortados antes de que terminase la temporada. El director técnico fue Néstor García.
En esa temporada logró el título con solidez, mandando en las posiciones en buena parte del año y arrasando en play-offs. En las finales enfrentó a Independiente de General Pico, a quien derrotó 4-1. Cabe destacar que en esta temporada el equipo logró el récord aún vigente de 17 partidos invicto. Finalizó con 41 partidos ganados sobre 57, un 71% de eficacia.
Ese título le permitió participar en sus primeros certámenes internacionales, el Campeonato Sudamericano de 1995 en Bucaramanga, Colombia, donde finalizó tercero, y el Campeonato Panamericano de 1995 en Brasil, donde finalizó segundo. Durante la temporada 1994-95, el equipo concluyó séptimo tras ser eliminado por Atenas de Córdoba.

### Años de inestabilidad deportiva
Nuevamente el equipo peleó arriba, y en la temporada 1995-96, y con 11 partidos invicto, finalizó en el tercer lugar de la tabla general, pero no concretó en play offs y concluyó quinto, tras perder la serie frente a Independiente de General Pico, en la cual contaba con ventaja de localía.
Luego vinieron tres años de malos resultados en donde se ubicó entre el duodécimo y decimotercer lugar y se dedicó a permanecer en la categoría, sin posibilidades en la lucha por el título.
El resurgimiento fue en la temporada 1999-2000 donde comenzó con malos resultados y terminó ingresando a semifinales, desde la zona A2, tras vencer a Boca Juniors en un recordado quinto partido en la bombonerita ante alrededor de 1000 marplatenses que viajaron para presenciar el partido.[cita requerida] En 2001 nuevamente luchó por el título, llegando a estar primero a mitad de competencia y con 11 victorias en serie. Concluyó la fase regular tercero, pero no concretó en play offs y terminó el año en la sexta posición.
Después de este corto periodo llegaron tres campañas en la lucha por la permanencia y con graves problemas económicos, de hecho, arañó el descenso a finales de la temporada 2003-04, salvándose a fines de la misma.

### Comienzo de los años de gloria

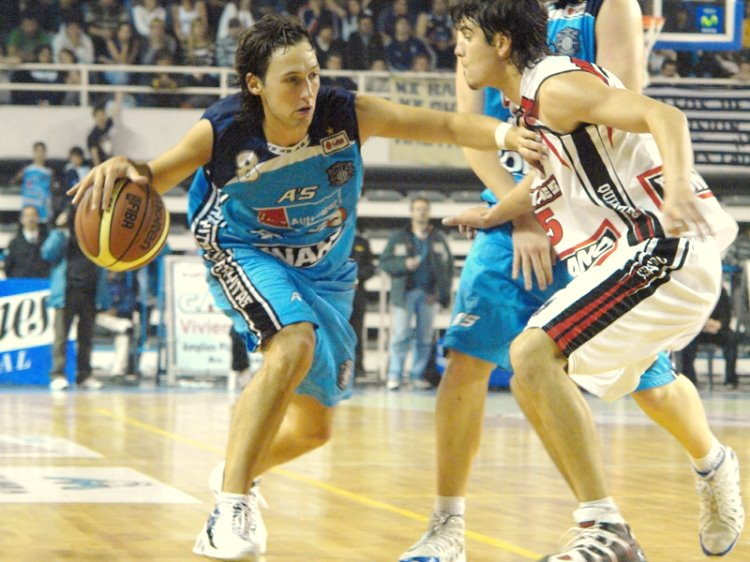
Sebastián Rodríguez en un partido, en 2007

La temporada 2006-07 comenzó con el armado de un plantel con muchas figuras de renombre, tales como Gabriel Mikulas, Jason Osborne, Joshua Pittman y Pablo Sebastián Rodríguez, entre otros, y se postuló como fuerte candidato al título nacional al finalizar subcampeón en la quinta edición de la Copa Argentina, siendo derrotado por Boca Juniors.
En noviembre disputó una nueva final con Boca Juniors, esta vez del Torneo Súper 8, venciéndolo y coronándose campeón de dicho torneo. Luego, el 31 de enero, Peñarol venció nuevamente a Boca Juniors, en la primera edición de la Copa Desafío, competenciaen la cual participan en un único partido los ganadores de la Copa Argentina y el Torneo Súper 8. El resultado fue 89-78 y el partido Peñarol lo jugó de local ante 4000 personas.
Estos dos equipos se vieron las caras de nuevo en la final de la Liga Nacional de esa temporada. Contra todas las expectativas, el equipo milrayitas bajó en gran medida su nivel de juego, y finalmente Boca se coronó campeón, al vencerlo 4-2 en la serie de playoff.
Para la temporada siguiente, la 2007-08 el club contrata a quien sería uno de los entrenadores más determinantes en toda su historia, Sergio Santos Hernández. El oveja venía de ser técnico de Boca Juniors, donde había ganado cuatro títulos, y además había logrado dos títulos en Estudiantes de Olavarría, lo cual lo convertía en un técnico bastante codiciado.

Peñarol es el más grande dentro de la Liga Nacional. Lo hemos corroborado en estas finales porque más allá del resultado, hubo un hecho inédito como fue meter 21 000 personas en 3 partidos. Como ese fue un hecho inédito, nos parecía que nos merecíamos dar un salto más. Y lo dimos, trayendo al mejor técnico del país para colocar a Peñarol en los primeros planos en todo lo que juguemos
Domingo Robles, presidente de la institución en la presentación de Sergio Hernández.

Durante la primera temporada del oveja, el club tuvo una regular primera fase, con siete victorias y siete derrotas, además de que se le descontaron dos puntos por hechos de violencia generados por los hinchas en la Copa Argentina de esa temporada. Sin embargo, fue invitado por la organización a participar del Torneo Súper 8 2007 que se disputó en Mar del Plata. El club fue eliminado de la competencia en la primera etapa por Regatas Corrientes, quien más tarde se consagró campeón.

### Primer título internacional
Con la temporada regular en la liga ya comenzada, en 2008 el club participa nuevamente en un certamen internacional, esta vez, la Liga de las Américas, una nueva competencia que reunía a dieciséis equipos del continente americano organizada por FIBA Américas. A pesar de que su participación fue puesta en duda alegando problemas monetarios, el club no solo participó, sino que se consagró campeón.

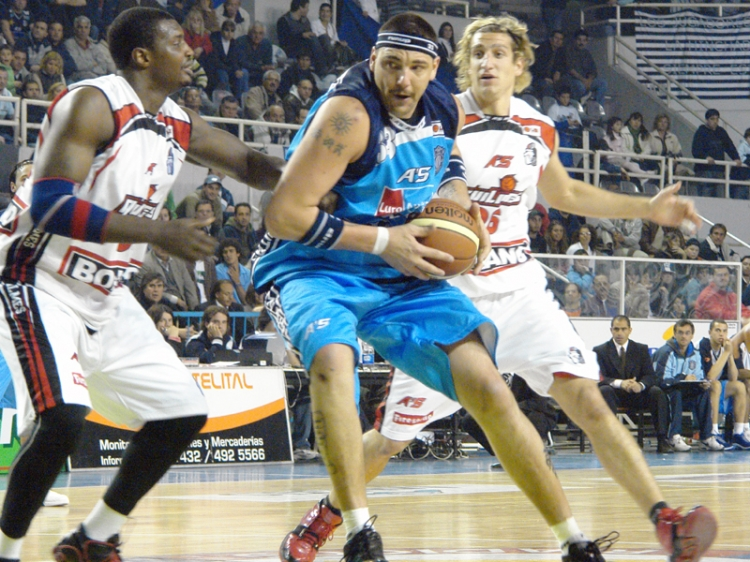
Román González, jugó para "Peña" entre 2007 y 2009.

El equipo comenzó la competencia jugando en Mar del Plata por el grupo D. Su primer partido fue ante el Liceo Mixto de Chile, al cual venció 95-76. Luego se enfrentó a Libertad de Sunchales, rival de la liga, venciéndole por 5, 69 a 64 y clasificando así a la siguiente fase. El tercer partido fue una victoria 84-67 ante el Universo/Brasilia. En la segunda etapa, el milrayitas se enfrentó a Defensor Sporting, en una llave al mejor de tres. Tras perder en Uruguay 95-98 revirtió la serie con dos victorias seguidas en Mar del Plata (98-74 y 77-68) y clasificó al «Final Four». Este pase le hizo ceder su plaza en la Liga Sudamericana de Clubes 2008 a Regatas Corrientes.

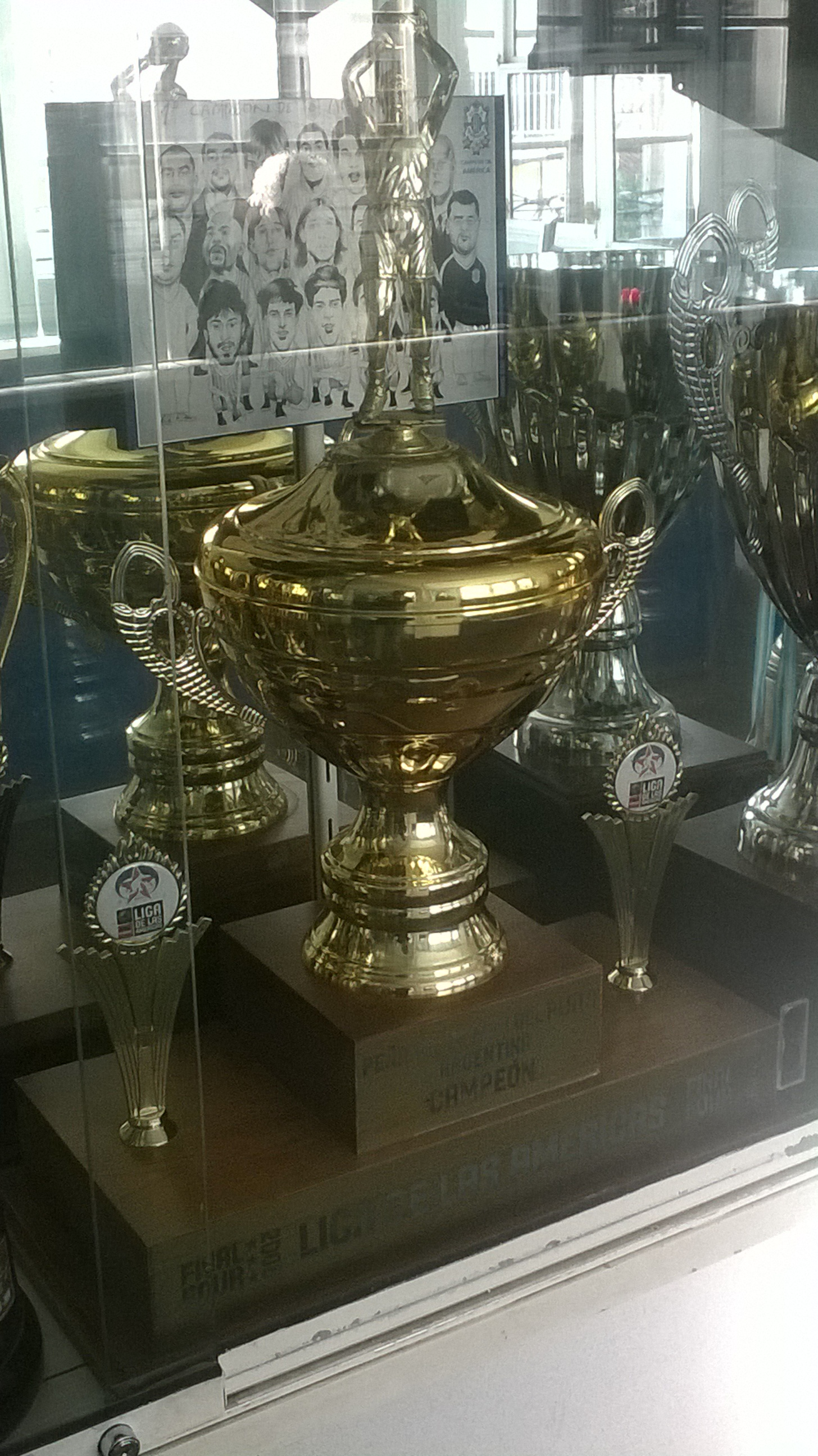
Trofeo de la Liga de las Américas

El «Final Four» se jugó en el Auditorio del Estado, Mexicali, México, donde se enfrentó al equipo local, Soles de Mexicali, al Miami Tropics estadounidense y al Minâs Tênis Clube de Brasil.

A la tarde nadie durmió la siesta, todos con la panza dura, esto para el club es histórico, con los años nos vamos a dar cuenta de lo que significó estar acá, y no va a ser fácil que lo ganen, es muy duro y ser el primero no lo va a ser nadie.
Tato Rodríguez.

Luego de ese certamen internacional, el club cerró una muy buena segunda fase, clasificándose cuarto en la tabla y accediendo de manera directa a los cuartos de final, donde venció sin problemas a El Nacional Monte Hermoso, sin embargo, llegó hasta las semifinales, ya que lo eliminó Libertad de Sunchales en tres juegos.

### Comienzo del "Tri"

#### Temporada 2009-10
Tras renovar contrato con Sergio Hernández y reforzarse con Leonardo Gutiérrez, Sebastián Rodríguez, el extranjero Brian Woodward, Martín Leiva y Raymundo Legaria, el milrayitas arrancó la temporada con la Copa Argentina ante Ciclista Juninense en mardel. Participaron también en ese grupo Argentino de Junín y el clásico rival, Quilmes, y tras vencer a los tres equipos dos veces, una como local y otra como visitante, accedió a la segunda fase, el cuadrangular sur jugado en el Estadio Socios Fundadores de Comodoro Rivadavia. Accedió al cuadrangular final tras ser primero del grupo pero en Trelew no logró buenos resultados y terminó tercero por diferencia de tantos.
Peñarol concluyó la primera fase de la Liga Nacional 2009-10 puntero de la zona sur con 24 puntos producto de 10 partidos ganados y 4 perdidos, y de esta forma se quedó con el primer cupo del Torneo Súper 8 que se disputó ese año en Mar del Plata. Este torneo tuvo su comienzo el 17 de diciembre con el clásico en cuartos de final. En ese partido, el milrayitas ganó 93 a 87 con grandes actuaciones de Mike Jones, nuevo extranjero y Leonardo Gutiérrez. En semifinales superó a Sionista 78 a 65 y en la final se enfrentó a Atenas, mismo rival que una temporada atrás lo había derrotado en la final de la Liga Nacional de Básquet y que buscaba su primer título de Torneo Súper 8. Peñarol venció 74 a 67 en el Polideportivo Islas Malvinas y consiguió el primer título del año y primer título de Súper 8. Leonardo Gutiérrez fue la figura de ese equipo.

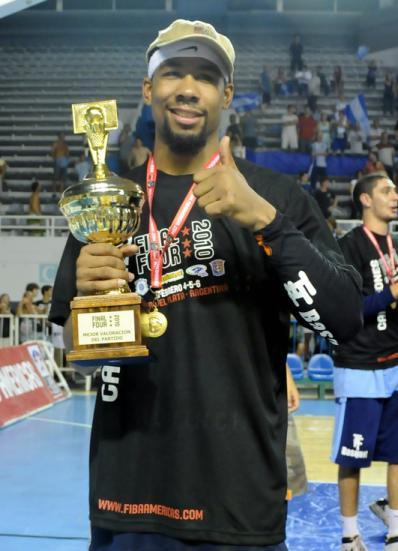
Kyle Lamonte, el MVP de la LdA 2009-10.

El 22 de enero de 2010 debutó en Panamá por la Liga de las Américas, y con ningún partido perdido se clasificó al «Final Four» que se disputó del 4 al 6 de febrero. Peñarol logró ser sede del evento final y, en Mar del Plata, se impuso ante todos los rivales y se alzó con su segundo título de la temporada y segundo título de Liga de las Américas. Además, Kyle Lamonte, jugador milrayitas fue elegido como el MVP.

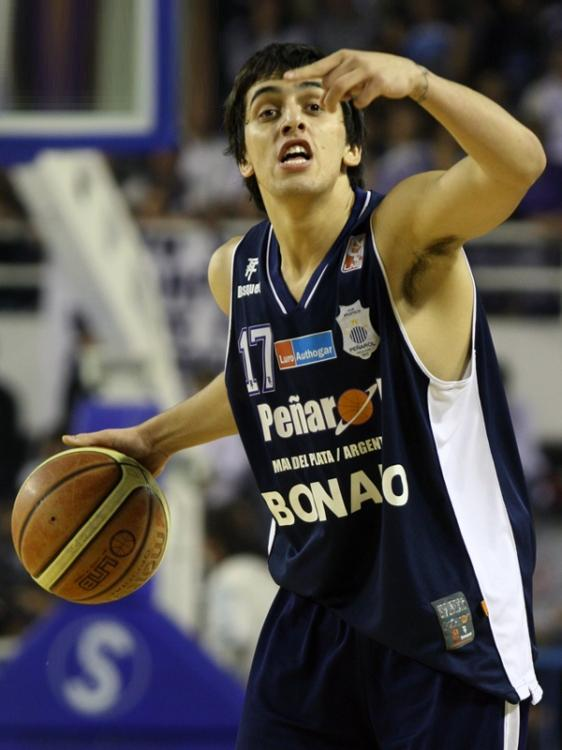
Campazzo en un partido durante el 2009.

Ya en la segunda fase Peñarol se enfrentó a Quimsa, (campeón de la Copa Argentina 2009) por la Copa Desafío en un encuentro pendiente de la fecha 12, en la cual el milrayitas se impuso por 76 a 63 en el Polideportivo Islas Malvinas, quedándose con la Copa Desafío y consiguiendo así el tercer título de la temporada. Finalizando la segunda fase de la Liga Nacional, Peñarol consolidó su juego, terminando puntero con 65 puntos, 23 partidos ganados y 7 perdidos. Al clasificar entre los primeros cuatro, accedió al novedoso Torneo InterLigas. El mismo tuvo la sede en Mar del Plata, y el conjunto de Sergio Hernández se coronó campeón del torneo al vencer al Universo de Brasil por 90 a 78. Además del Torneo InterLigas, accedió a cuartos de final de manera directa, donde esperó al vencedor de La Unión de Formosa y Lanús. Finalmente enfrentó al equipo bonaerense y lo venció en tres juegos 69-60, 82-61 y 81-79. Luego en semifinales venció a AeroChaco Boca Juniors 3-0, 100-83, 71-62 y 95-75, para llegar nuevamente a una final contra Atenas de Córdoba. Peña comenzó ganando la serie 2 a 0 como local y como visitante se puso 3 a 1, y el quinto partido se jugó en el Polideportivo Islas Malvinas. Ese 25 de mayo Peñarol logró ser campeón de la Liga Nacional por segunda vez en su historia, luego de vencer a los cordobeses por 80 a 60 y con esto sumar el quinto título de la temporada.

La verdad fue un año brillante. Se dio todo, ganamos torneos nacionales e internacionales.
Sergio Hernández, entrenador del equipo.

Es una alegría y una satisfacción muy grande salir campeón luego de un año tan duro y difícil. Fuimos un equipo de alto nivel, que demostró durante toda la competencia que iba a pelear por el título.
Leonardo Gutiérrez, jugador del equipo.

#### Temporada 2010-11
Tras asegurar la continuidad de algunos jugadores como Marcos Mata, Martín Leiva, Tato Rodríguez, Leo Gutiérrez, Alejandro Reinick y Alejandro Diez y el juvenil Facundo Campazzo, el equipo encaró la temporada como vigente campeón del súper 8, campeón nacional, del InterLigas y de América, una vara alta que el mismo equipo se había puesto. Más tarde se sumó Adrián Boccia, proveniente de la segunda división española.
El primer certamen en el que participó fue la Copa Argentina 2010, certamen que le había sido esquivo en todas las ediciones anteriores. Tras eliminar en octavos de final a Quilmes en tres juegos 85-74, 77-87 y 83-57, se enfrentó a Gimnasia de Comodoro, y tras caer como visitante 77-81, venció como local 75-59 y 82-66 para así acceder a las semifinales ante Monte Hermoso Básquet, al cual superó 74-70 y 73-71 y accedió al «Final Four» por quinta vez consecutiva. Ese cuadrangular se disputó en el Estadio Ciudad de Santiago del Estero y enfrentó al equipo local, al milrayitas, a Libertad de Sunchales y a La Unión de Formosa. Tras ganar en sus dos primeros partidos, 79-63 a los tigres de Sunchales y 84-69 al equipo santiagueño, se vio con cuatro puntos y la oportunidad única de ganar la copa por primera vez. A pesar de no ganar el último partido, cayó 92-90, con lo que Peñarol venció en la copa por diferencia de tantos. Terminó +29 sobre +13 de La Unión y +1 de Libertad y así logró el único trofeo que le faltaba ganar.
Más tarde en 2010, comenzó la temporada regular de la Liga Nacional, donde finalizó con un récord de 13 partidos ganados y 1 una derrota, sumando 27 puntos en la zona sur y con goleadas, como ante Boca en la última fecha 120 a 76, clasificando al Súper 8 2010 disputado en el Estadio Cincuentenario de Formosa. Antes del Súper 8 comenzó a disputar una nueva edición de la Liga de las Américas. Compartió el Grupo A, jugado en mardel, con Regatas Corrientes, Toros de Nuevo Laredo y Espartanos de Margarita. Comenzó con victoria ante el equipo de Margarita 102 a 74 y ante Toros 80 a 73 y así clasificó a la segunda fase del certamen. En el último partido de grupo cayó ante Regatas, sin embargo, ya estaba clasificado.
Ya en la segunda fase de la Liga de las Américas, y con la segunda fase de la Liga Nacional en marcha, encaró el Súper 8 como un candidato al título y con un equipo alternativo, venció en la primera ronda a Ciclista Olímpico 80 a 68. En semifinales se desquitó de Regatas Corrientes y así llegó nuevamente a la final ante Atenas, ya un rival «clásico» en definiciones de certámenes. Tras un partido parejo, definido en el último cuarto, el griego se quedó con el certamen al ganar 92 a 85.
El 2011 del milrayitas comenzó con un leve bajón en el rendimiento, tal es el caso que cerró enero con 4 victorias y 4 derrotas, contando algunas en condición de local, como ante Boca, uno de los rivales más flojos de la primera fase. Luego, en los primeros días de febrero debió viajar a Veracruz para el Grupo E de la Liga de las Américas, donde terminó tercero del grupo, con una victoria, ante Flamengo y dos derrotas, ante Capitanes de Arecibo y Halcones Rojos Veracruz. Con este tercer puesto quedó fuera del «Final Four» y no pudo defender el título conseguido la pasada temporada. Este bajón de rendimiento fue superado y terminó tercero en la segunda fase de la Liga Nacional, clasificando de manera directa a cuartos de final con un récord de 20 victorias y 10 derrotas, además clasificando nuevamente al InterLigas.
Antes de los cuartos de la liga jugó el InterLigas en Mendoza. Tras vencer al UniCEUB y al Flamengo, cayó con Obras Sanitarias y no pudo alcanzar la final del certamen, quedando nuevamente sin la posibilidad de defender otro título.

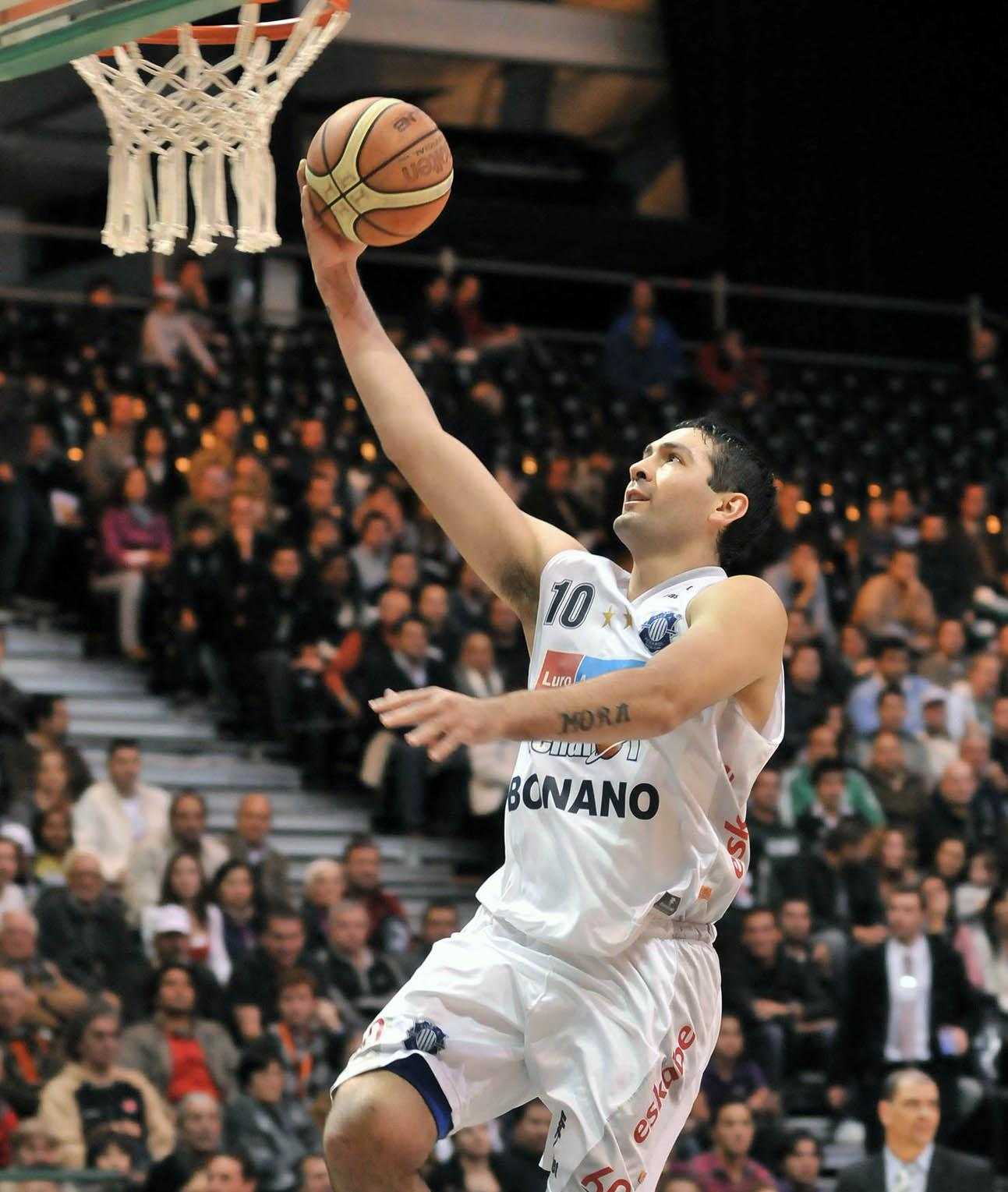
Leo Gutiérrez superó varias marcas en la temporada 2010-11.

Ya con la liga nacional como último torneo de la temporada, encaró los cuartos de final con el objetivo de lograr el único título que le quedaba por jugar. Para desgracia del equipo, Marcos Mata se desgarró y fue baja por un mes. Fue reemplazado por Mariano Fierro y comenzó los cuartos ante Regatas Corrientes como local, venciéndolo 78-69 y 95-76 y yendo a Corrientes con la posibilidad de liquidar la serie. Eso no sucedió ya que el equipo remero, que ya ostentaba el título de Campeón de América para ese entonces, ganó los dos como local y forzó un quinto juego en la feliz. Con una gran actuación colectiva, destacándose tato Rodríguez, venció 99 a 59 y se metió en semifinales.

Hoy nos puede servir para darnos cuenta que somos capaces de hacer cuando estamos con el 100% de concentración.
Sergio Hernández.

En semifinales se enfrentó a Libertad de Sunchales y tras vencer como local los dos primeros partidos, sorprendió en Sunchales al dar vuelta un partido que lo tuvo abajo en el primer tiempo 57 a 34, ganando el segundo 56 a 28 para terminar victorioso el partido 95 a 86 y clasificando por tercer año consecutivo a las finales.

Realmente nadie lo puede entender, ni nosotros lo podemos entender. Creo que hicimos un gran trabajo en el segundo tiempo, al cierre del primer tiempo también en el minuto y medio que les descontamos 10 puntos y después el arranque auspicioso del segundo tiempo fue muy bueno a pesar de que nos meten un triple cuando nos ponemos a dieciséis y se nos van nuevamente, pero estábamos jugando de otra forma, ellos no encontraron los tiros solos que habían encontrado en el primer tiempo y los que encontraban no los metían y eso nos llevó a nosotros a correr, a que Kyle meta muchos puntos de contra golpe, uno contra cero, uno contra uno y eso nos fue dando un poquito más de aire y de confianza. Cuando nos pusimos en juego sabíamos que no teníamos que enloquecernos, ir con tranquilidad y tuvimos esa tranquilidad necesaria para ganar el juego.
Leonardo Gutiérrez.

Tras un gran partido en Sunchales, el equipo se preparó para reeditar la final de las dos últimas temporadas, del Súper 8 pasado, un enfrentamiento ya bastante repetido en instancias importantes, ante Atenas de Córdoba. Contando con ventaja de localía, el primer partido se jugó en el Poli de Mar del Plata, donde ante un estadio colmado, venció el conjunto local con una contundente actuación 95 a 64. El segundo también fue para el milrayitas, 82 a 66 y el tercero recién lo ganó el griego, 73 a 69 en Córdoba. El cuarto, también en Córdoba, fue para el elenco visitante, que claramente superó 86 a 59 al rival de turno para poder definir la serie como local. Y así fue, 89 a 83 ganó Peñarol y se proclamó campeón por tercera vez en la historia de la Liga Nacional.

Volver a ganar es muy difícil y nosotros lo conseguimos. No hay muchos bicampeones en la historia... Es algo mágico, ratificar un camino...
Tato Rodríguez.

Costó más de lo esperado, pero al final festejamos otra vez y ante nuestra gente. Atenas no tenía nada que perder y salió a jugar con otra actitud. Nos complicó mucho y costó llevarnos el triunfo. Pero el equipo siguió jugando igual, con paciencia y sin entrar en la locura
Leonardo Gutiérrez.

Uno siempre intenta hacer las cosas de la mejor manera en todos lados. Pero se dio todo redondo. El año pasado ganamos casi todo lo que jugamos, salvo la Copa Argentina. Y este año por ahí nos costó un poquito más, pero la química de equipo, el grupo humano lo encontramos igual, y en las difíciles aparecimos.
Martín Leiva.

#### Temporada 2011-12
La temporada 2011-12 tuvo al club nuevamente en los primeros planos nacionales e internacionales. Disputó la Liga Nacional como vigente campeón y también estuvo en condiciones de disputar la Liga de las Américas, aunque renunció al certamen internacional debido a los altos costos que conllevaba su participación.

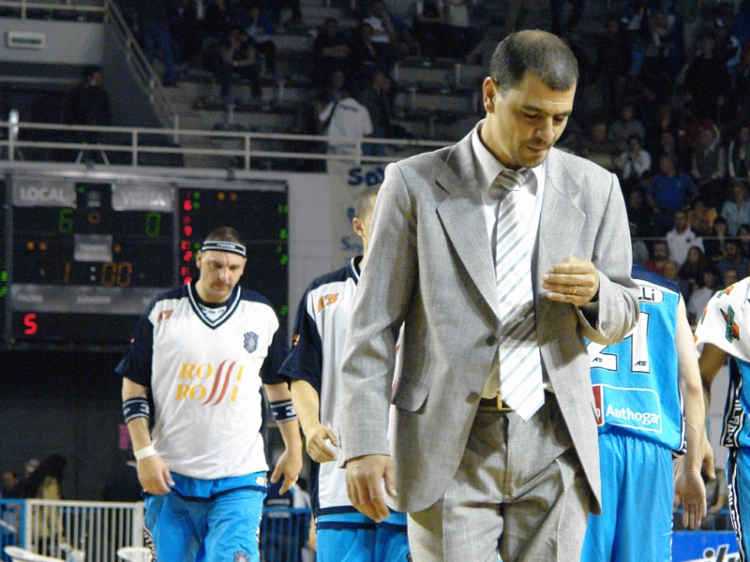
Hernández haciendo su ingreso en un partido de Peñarol.

Con solo un certamen, la Liga Nacional, y con posibilidad de disputar dos más, el Super 8 2011 y el InterLigas, comenzó su pretemporada con la renovación del contrato de Sergio Hernández por dos años más, el extranjero Kyle Lamonte y el nacional Alejandro Reinick, además de repatriar a Pablo Barrios. Durante la misma pretemporada, Leonardo Gutiérrez debió ser operado por una arritmia cardíaca, y Tato Rodríguez sufrió una afección cardíaca que lo llevó a anunciar su retiro de la práctica profesional. Más tarde, y en honor al jugador, se retiró la camiseta número 8.

Yo me fui a hacer un chequeo de rutina y encontraron que tenía la aorta dilatada, enseguida fuimos a Buenos Aires a ver especialistas a ver que me decían. El médico de acá ya me había adelantado algo pero queríamos una segunda opinión. Fuimos al Fleming y el médico Walter Rodríguez me dijo que no podía hacer más deporte de alto rendimiento.
Tato Rodríguez.

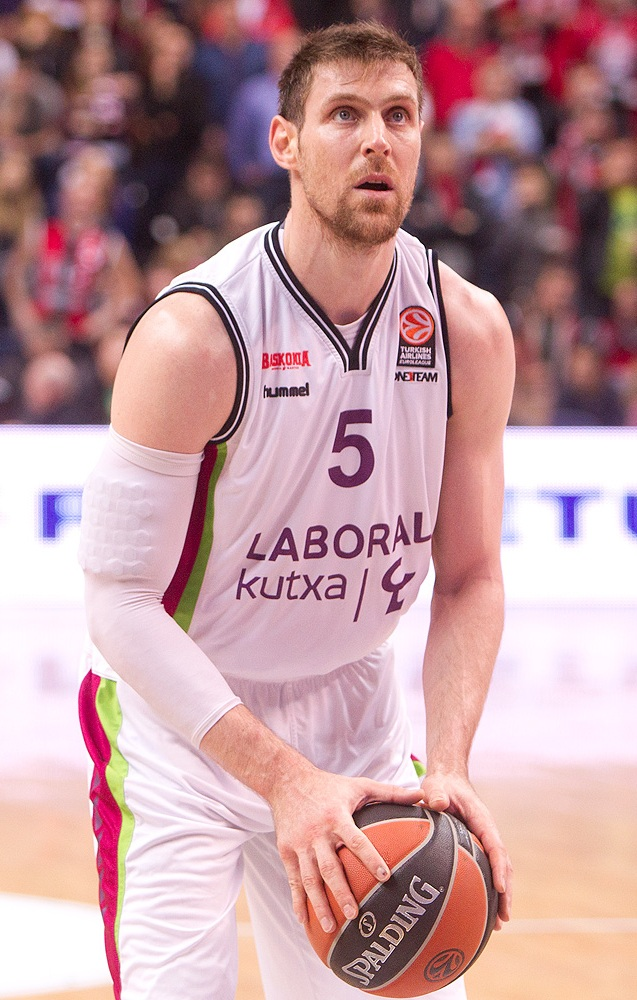
Andrés Nocioni se sumó al equipo por el «lock-out» de la NBA.

Con buenos resultados en la zona sur, y con el visto bueno de la Asociación de Clubes para organizarlo, Peñarol accedió al Súper 8, contando además con una incorporación inédita, Andrés Nocioni se sumó al equipo debido al «lock-out» de la NBA. Entre otras bajas por lesión que sufrió el equipo estuvo la de Nicolás Lauría, que por sus meniscos fue baja por un mes. Además, ante la retirada de Tato Rodríguez, Facundo Campazzo pasó a ser el base titular del equipo, jugador que más tarde fue determinante para el equipo.
Debutó en el Súper 8 derrotando a Weber Bahía Estudiantes 75 a 74, y luego venció a Obras Sanitarias 83 a 81 para así llegar a jugar la final ante Libertad de Sunchales, al cal venció 78 a 75 y obtuvo el primer título de la temporada.
Ya en 2012 y para la segunda fase de la Liga Nacional, el equipo incorporó a Matías Ibarra y se fue el Chapu Nocioni. Tras una gran etapa, se cayó en las últimas fechas y quedó segundo clasificando a cuartos de final de manera directa y también al InterLigas, por tercer año consecutivo. Tras ganar su grupo del torneo internacional, accedió a la final y en ella derrotó al Pinheiros de Brasil 88 a 75 y obtuvo el segundo título que disputó en la temporada.
En cuartos de final de la Liga Nacional se enfrentó a Weber Bahía Estudiantes, donde Peñarol ganó sus dos partidos como local, cayó como visitante en los otros dos restantes y definió como local la serie, ganando y accediendo a semifinales. En semisfinales empezó perdiendo el primer partido como local ante Libertad de Sunchales, luego ganó los tres restantes y accedió nuevamente a la final de la Liga Nacional, esta vez, por cuarta temporada consecutiva. En dicha instancia se enfrentó a Obras Sanitarias, el mejor equipo de la fase regular, y por ello con ventaja de localía. El primer encuentro, jugado en el Estadio Obras Sanitarias, el milrayitas ganó 80 a 78 y el segundo también fue para el visitante, 89 a 76. En Mar del Plata, el tachero ganó el tercer juego 103 a 102, y Peñarol el cuarto 78 a 75. La serie estaba 3 a 1 para el equipo de Sergio Hernández, que viajó a Buenos Aires donde cayó 86 a 84. Tras ponerse 2-3, Obras debió viajar a la feliz en busca de igualar la serie. Tras comenzar perdiendo el primer tiempo 33 a 31, Peñarol ganó el segundo período y con ello partido, 75 a 56 y fue nuevamente campeón. Entre otros logros, Facundo Campazzo fue el MVP de las finales.

Logramos algo histórico. Es impresionante. Nadie consiguió el tricampeonato y lo debemos disfrutar. Nos costó muchísimo y nunca pusimos excusas. Uno espera este momento y sin dudas que se queda sin palabras.
Martín Leiva.

Lo disfruto como hincha y como jugador. Todo. Estos jugadores son tremendos. Lo que han logrado es único. Me siento parte, ellos me hacen sentir parte y como hincha también. Además la gente siempre está. Hace mucho. Hemos pasado por todo. Esto se logró con mucho trabajo y hoy Peñarol está en la historia como el único equipo tricampeón. Yo feliz de la vida.
Tato Rodríguez.

Todos sabíamos lo que era Peñarol porque ya lo había demostrado en varias instancias. El nivel fue alto, el espectáculo fue por momentos lindos y por momentos opaco, clásico de dos equipos tan parejos, me parece que tuvimos una de las mejores finales de la historia de la Liga.
Sergio Hernández.

### Fin del ciclo Sergio Hernández
En la siguiente temporada, la 2012-13, el equipo disputó la Liga Sudamericana y la Liga Nacional como certámenes fijos. A su vez, si conseguía buenos resultados tanto en la Sudamericana como en la Liga Nacional lograría clasificar a la Liga de las Américas 2013 y al Súper 8 2012 respectivamente.
Comenzó la temporada de la Liga Nacional ante Boca Juniors en condición de local donde, a pesar de la victoria, tuvo malas noticias. Primero fue la lesión de Franco Giorgetti que por problemas en el hombro fue baja por cinco meses. Luego, en la segunda fecha, ante Obras Sanitarias cayó como local y esta vez fue Leonardo Gutiérrez el que terminó siendo baja, pero no por lesión, sino por una cuestión disciplinaria quedó marginado del equipo cinco fechas. Tras estos inconvenientes, culminó la primera fase primero del grupo, con tan solo dos derrotas y se preparó para ser sede del grupo C de la Liga Sudamericana que compartió con Flamengo de Brasil, Deportes Castro de Chile y Hebraica y Macabi de Uruguay. Tras ganar todos sus partidos y terminar primero del grupo avanzó de fase y logró clasificarse a la Liga de las Américas.
En el Súper 8 de 2012 no logró pasar la primera ronda donde cayó ante Quimsa 74 a 66 y además no pudo defender el título. En la segunda fase de la Liga Sudamericana integró el Grupo F, totalmente argentino, disputado en el Estadio Obras Sanitarias, donde finalizó primero por diferencia de tantos, avanzando así al «Final Four». En esa última instancia del certamen internacional no logró ninguna victoria y quedó último.
Antes de comenzar el 2013 el milrayitas junto con otros tres equipos argentinos decidieron bajarse de la Liga de las Américas. Con ello tan solo le quedó por disputar la Liga Nacional, certamen donde terminó la segunda fase tercero, detrás de Regatas Corrientes y Lanús. Ya en 2013 le tocó enfrentarse nuevamente con Quimsa, ahora por los cuartos de final. El milrayitas ganó la serie 3 a 1 y pasó a semifinales, donde cayó ante Lanús, segundo en la fase regular y segundo en la Liga de las Américas a la cual fue invitado a participar. En el primer partido se impuso como visitante, pero en el segundo partido, Lanús reaccionó y terminó ganando con un final en tiempo suplementario. La serie se trasladó a Mar del Plata, donde Lanús venció nuevamente en suplementario dejando la serie a su favor. El cuarto juego fue para el local y la serie se definió en el sur del Gran Buenos Aires, donde el local ganó 65 a 60 y clasificó a la final.
Finalizada completamente la temporada, Sergio Santos Hernández dio una conferencia de prensa donde confirmó su salida como entrenador principal del equipo.

...Tengo la sensación que Peñarol y yo, como entrenador, necesitamos de una pausa, de terminar un ciclo muy emparentado con el éxito. Era muy difícil para mí tomar esta decisión, que la tenía clara. Hasta que la uní a otra decisión, que fue no dirigir la Liga Nacional el año que viene, porque era lo que me trababa a decidirme terminar un ciclo con Peñarol. Estuve en otros procesos largos, pero este fue muy especial, muy fuerte. Y no me imagino sentado en el banco de otro equipo.
Fue tan fuerte este play off, fue tan duro el año, y los anteriores llegando a finales, que cuando terminó el partido con Lanús sentí que me habían hecho una transfusión, me habían quitado toda la sangre, estaba como en shock. No entendía nada. Y no era por el final de mi ciclo, era por la derrota. No me pareció un buen momento para hablar con ellos. Llegué al hotel y pensé más en mí que en ellos.
Sergio Hernández.

### Ciclo Fernando Rivero
Tras la salida del oveja Hernández de la dirección técnica, el club se puso rápidamente en campaña para cerrar contrato con un nuevo entrenador. El elegido fue Fernando Rivero, que venía de ser el ayudante del técnico principal del equipo desde el 2005. El equipo tan solo contaba con Campazzo, Giorgetti y Leo Gutiérrez para ese entonces. Más tarde se cerraron contratos con Axel Weigand, Adrián Boccia, el puertorriqueño Isaac Sosa y Martín Leiva entre otros, entre las bajas se destacó Marcos Mata.
El equipo disputó dos certámenes, la Liga Nacional y la Liga Sudamericana, con la posibilidad de acceder al Súper 8 si quedaba entre los mejores cuatro de su zona en la Liga Nacional y a la Liga de las Américas 2014 si lograba consagrarse en la Liga Sudamericana. 

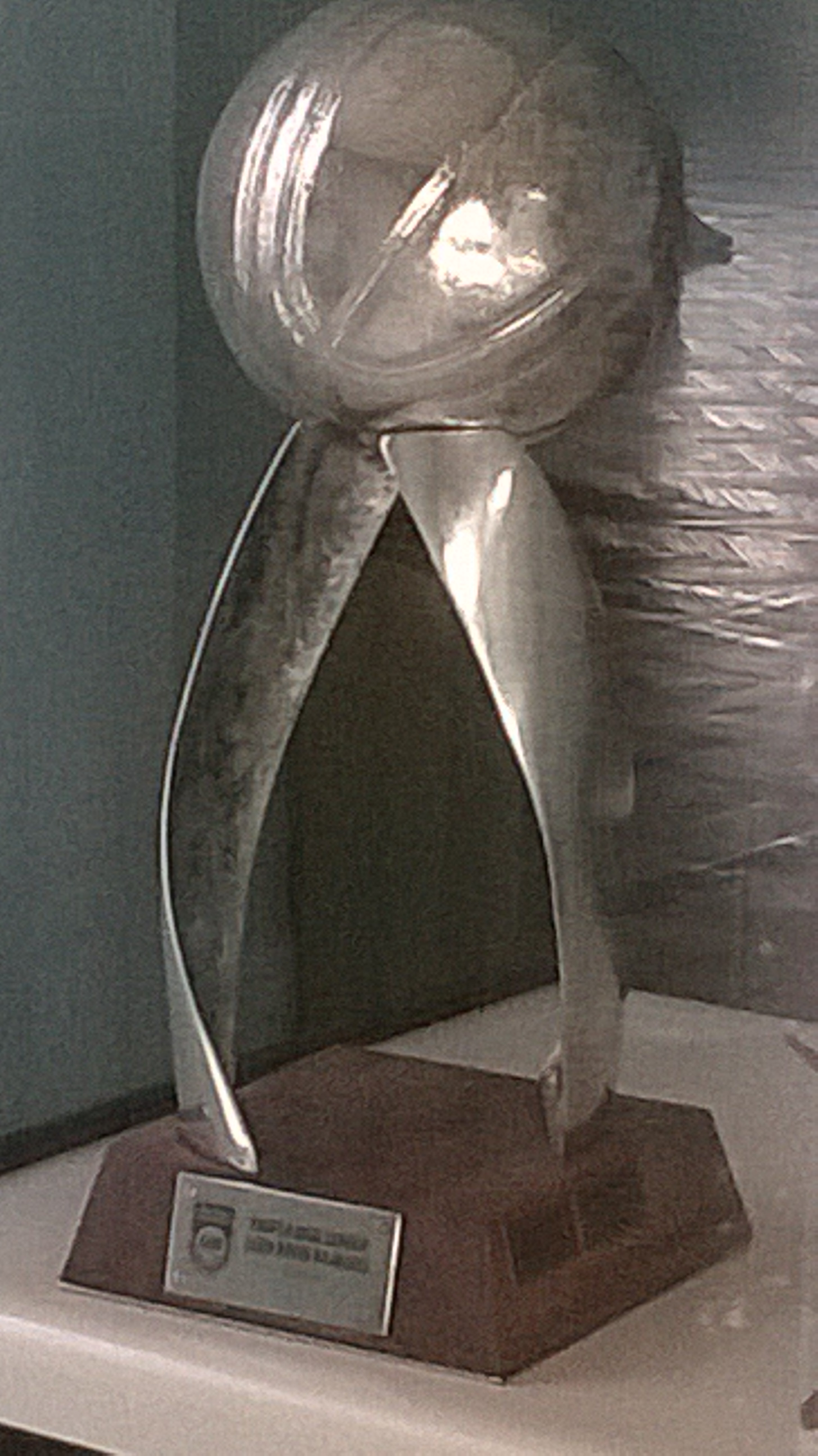
Trofeo de la Liga Nacional 2013-14

Tras unas pocas fechas en la Liga Nacional disputó el Grupo C del certamen continental en Ambato, Ecuador, donde tras caer ante São José Basketball de Brasil en la primera fecha, venció a Búcaros de Santander de Colombia y a los locales de Importadora Alvarado y terminó segundo del grupo, avanzando así a la siguiente ronda. Más tarde, ya con la liga en marcha, disputó las semifinales de la Sudamericana, donde en Uruguay compartió equipo con los locales de Aguada, Argentino de Junín y el equipo brasilero de UniCEUB BRB, dirigido por Sergio Hernández. Tras caer en sus dos primeras presentaciones, incluyendo una goleada 61 a 88 del equipo brasilero, venció en su último partido y quedó fuera de la competencia. El bajo desempeño internacional se debió a una serie de lesiones en el equipo.
Pasada la Sudamericana, el milrayitas clasificó al Súper 8, que se jugó en San Martín, Mendoza. Venció a Libertad de Sunchales 82 a 77, luego a Regatas Corrientes 96 a 89 y en la final a Quimsa 82 a 76 para así lograr su primer título en la temporada y cuarto Súper 8.
Tras disputar una gran fase regular, el equipo terminó segundo por detrás del vigente campeón, Regatas Corrientes. Los cuartos de final tuvieron un enfrentamiento atípico, el clásico se disputó por primera vez en esta instancia. Quilmes, que venía de ascender en la temporada pasada, accedió mediante la reclasificación, mientras que el milrayitas se encontraba como favorito a avanzar ya que fue segundo en la fase regular. La serie se jugó en el Poli, donde Quilmes ganó el primero y Peñarol los tres restantes, clasificando así a las semifinales. Tras esa serie, venció fácilmente a Boca Juniors y accedió a la final, donde se enfrentó al otro candidato a campeón, Regatas Corrientes.
La serie más esperada de la temporada comenzó con dos juegos en el «José Jorge Contte» de Corrientes, donde el local ganó el primero, y el visitante el segundo. En mardel, Peñarol ganó los dos encuentros y la serie viajó a Corrientes 3 a 1 para el milrayitas, donde, como se esperaba, Regatas ganó y descontó. Estaba todo preparado para que "peña" gane ante su gente y se consagre campeón, y así fue, venció 88 a 73 con 33 puntos de Facundo Campazzo, que además fue considerado el MVP de la final.

Nosotros en todos los partidos tratamos de salir lo más fuerte posible en todo el playoffs, en cuartos, semis y final. A pesar que tuvimos cosas por corregir, nunca perdimos el coraje y la fuerza. Este equipo se caracteriza porque en las malas siempre está y siempre da la cara.
Martín Leiva.

Fue muy duro con Quilmes y creo que ellos nos potenciaron mucho, Ramella nos hizo un gran planteamiento de sistema de juego y de esa serie salimos muy fortalecidos. Después nos encontramos un Boca que tenía un buen equipo con jugadores muy buenos y me parece que desde la serie de Quilmes fuimos de menor a mayor.
Facundo Campazzo.

Tras la obtención de un nuevo certamen nacional, el equipo sufrió la baja de Facundo Campazzo, y firmó contrato con Ray Fisher, repatrió a Alejandro Diez y Alejandro Konsztadt, contrató al MVP del TNA 2013-14, Luciano Massarelli, renovó a Martín Leiva y firmó con Fabián Sahdi, exjugador de Quilmes.
Tras una primera fase irregular en la Liga Nacional producto de varias lesiones, cerró la misma con 11 victorias y 7 derrotas. En el medio, se fue el extranjero Forrest Fisher y lo reemplazó Justin Ray Giddens, que estuvo disponible para los últimos tres encuentros. El equipo logró clasificarse al Súper 8 en los dos últimos partidos, donde venció en ambos a Quilmes, y además terminó como el segundo de la Conferencia Sur. En el Súper 8 mencionado el equipo quedó eliminado en la segunda ronda a manos de Obras Sanitarias, el mejor de la fase regular en la conferencia sur.

### Nuevo «Final Four» internacional
En 2015 nuevamente participó en la Liga de las Américas, y a esa edición el equipo clasificó como vigente campeón argentino. Su primer partido fue, además, la inauguración del certamen. En el Ginásio Lineu de Moura de São José dos Campos, el milrayitas derrotó al Fuerza Regia de México y en su segundo partido a los Leones Alcaldía de Managua. Llegó al tercer partido ya clasificado y en un encuentro cerrado logró derrotar al local São José por un punto de diferencia, terminado el grupo con puntaje ideal.
La segunda fase se disputó en el Estadio Islas Malvinas, lo cual fue un logro de la organización, teniendo en cuenta que no hacía mucho, el estadio había sido utilizado para un evento privado que arruinó el parqué y en tiempo récord se trabajó para llevarlo a las condiciones deseadas. En esta fase, el equipo eliminó a Trotamundos de Carabobo y Halcones Rojos Veracruz, ambos con victorias, y terminó segundo del grupo al perder con el vigente campeón de América y del Mundo, Flamengo.
Antes de la última etapa de competencia, Justin Ray Giddens dejó el equipo por bajos rendimientos y una lesión acarreada.
El «Final Four» se disputó en el Gimnasio Maracanãzinho, de Río de Janeiro, donde Bauru fue el primer rival. Esta instancia fue distinta a las anteriores, si se ganaba el primer encuentro, se disputaba la final por el campeonato, sino, se disputaba el tercer puesto. El equipo brasilero fue mucho para el cuadro argentino, y avanzó con una victoria 80 a 61. En el partido por el tercer puesto, Peña se vio nuevamente ante Flamengo, y el resultado fue el mismo, victoria, y ahora, tercer puesto para el cuadro brasilero.

### Final del ciclo Rivero y nuevo ciclo de Hernández
Tras terminar cuarto en el «Final Four» de las Ligas de las Américas, el equipo terminó la Liga Nacional en la tercera posición de la conferencia sur, y fichando al uruguayo Martín Osimani de cara a los play-offs. En octavos de final, o cuartos de conferencia, el equipo se enfrentó a Weber Bahía, equipo que venía remontando, y al cual derrotó en cinco juegos, ganando los tres de local que tenía, el último por tan solo dos puntos de diferencia. Tras ello, se enfrentó al segundo de la conferencia, Gimnasia Indalo, primero en Comodoro, donde el milrayitas ganó el primero, pero luego el equipo patagónico ganó los siguientes tres, para así avanzar de fase. Tras esta temporada, Fernando Rivero dejó el cargo de técnico. Estuvo diez años en la institución, de los cuales, los últimos dos fueron como entrenador.
El 29 de julio de 2015 se oficializó el regreso de Sergio Santos Hernández a la dirección del equipo principal del club, cargo que comparte con el de ser seleccionador argentino.
Entre los jugadores estelares, el equipo renovó con Leonardo Gutiérrez, mientras que Adrián Boccia y Martín Leiva abandonaron la institución. Otra baja fue el retiro de Gabriel Fernández, que dejó la Liga Nacional para jugar el Torneo Federal y estar más cerca de su familia. Entre las altas, se destacó la llegada de Juan Pablo Figueroa que regresó a la liga tras unos años en Brasil, y la incorporación de Nicolás Brussino. Además, llegaron Roberto Acuña, y los extranjeros Jimmy Baxter, americano, y el nigeriano Chukwunike "Reggie" Okosa.
El equipo terminó la primera fase fuera de los dos primeros lugares, no pudiendo así clasificar al Torneo Súper 4. Posteriormente, tras estar gran parte de la temporada entre el cuarto y el tercer puesto, terminó la fase regular en la segunda ubicación de su conferencia y accedió a semifinales de conferencia automáticamente. En la primera instancia de play-offs quedó eliminado ante Weber Bahía Basket en cuatro juegos, perdiendo uno como local.

### Actualidad
Tras la temporada 2015-16, el entrenador Sergio Hernández dejó el equipo, siendo reemplazado por Marcelo Richotti. Entre los jugadores que dejaron el equipo, Nicolás Brussino se fue a la NBA, Luciano Massarelli pasó a Ciclista Olímpico, y Fabián Sahdi a Quimsa. Entre los jugadores que continúan, Leonardo Gutiérrez renovó su vínculo con el equipo por una temporada más. El equipo finalizó esa temporada fuera de play-offs.
Tras la temporada 2016-2017 y el retiro de Leo Gutiérrez, este se hizo cargo del equipo y asumió como entrenador principal del primer equipo. Junto con él, se renovó el vínculo con Alejandro Diez, Jerónimo Barón y con el extranjero Steffphon Pettigrew. En octubre de 2017 Martín Leiva, quien ganó cuatro títulos con el equipo, volvió a la institución. Al finalizar el Súper 20 con una pésima actuación del conjunto "milrayita" (quedando fuera en primera ronda de play-offs) también hace su retorno a la institución otro referente como Kyle Lamonte, otro multicampeón con la casaca de "Peña". Tras una mala temporada donde el equipo no tuvo buenos resultados producto de lesiones en algunos jugadores (Jonatan Slider y Alejandro Alloatti) y también de malos desempeños colectivos o individuales, al punto que Kyle Lamonte fue cortado durante la temporada (además fue cortado por un mal desempeño profesional según el club), y llegando a la institución Diego García y Emmanuel Okoye, que llegó de la segunda división, el club logró a falta de un partido para cerrar la fase regular salvarse de disputar la permanencia y además clasificó a los play-offs. Peñarol se enfrentó a San Lorenzo de Buenos Aires y quedó eliminado 3 a 1.
En la temporada 2018-2019 nuevamente estuvo Leo Gutiérrez al mando del equipo, que estuvo integrado por Nicolás Gianella y ALejandro Alloatti como los mayores que siguieron de la temporada pasada junto con varios juveniles y la incorporación de Lucas Arn, Bruno Barovero, Nicolás Lauría, Damian Tintorelli y el estadounidense Du'Vaughn Maxwell. Entre las bajas destacó la de Martín Leiva y Alejandro Diez. El equipo comenzó el Súper 20 con seis victorias en ocho partidos, clasificando como el mejor de la zona a los octavos de final pero quedó eliminado ante Hispano Americano de Río Gallegos y no avanzó de ronda. En la Liga Nacional llegó a las últimas fechas entre los puestos de abajo y logró la permanencia en la máxima categoría al ganar en el último partido, el clásico, 95 a 86 en tiempo suplementario. Tras esa temporada Leo Gutiérrez dejó la conducción del equipo.
De cara a la temporada 2019-2020 se contrató al exjugador e histórico capitán Sebastián "Tato" Rodríguez como mánager general del club, y días más tarde a Gabriel Piccato como el entrenador del principal equipo. A mediados de temporada se desvinculó Piccato y fue reemplazado por Carlos Romano, quien así llega a su tercer ciclo en el club.
La temporada 2020-2021 iba a ser una temporada extraña, con la pandemia de Coronavirus, la Liga se jugaría en formato de burbujas en la Capital Federal, por lo cual el milrayita jugaría de local en cancha de Obras Sanitarias como en Ferro Carril Oeste. Con jugadores como Franco Pennachiotti, Santiago Vaulet, Diego Gerbaudo, Guido Mariani, Rodrigo Acuña, junto a los juveniles Tomás Monacchi y Joaquín Valinotti. Sería una temporada regular, en la que Peñarol iría de menos a más tras la asunción de Leandro Ramella en la cual sobre el final de la temporada repuntaría, salvándose del descenso y por poco no entrando a Playoffs terminando en la 13° posición. 
La Temporada 2021-2022 haría al milrayitas reencontrarse con su esencia. De la mano de Leandro Ramella, tras un inicio bueno de Súper 20 en el que a pesar de quedar eliminado en fase de grupos, ha logrado desarrollar un buen juego con un equipo que mezclaba experiencia con juventud y jugadores con ganas de mostrarse. El plantel en gran parte de la temporada estuvo integrado por Phillip Lockett, Federico Marín, Al Thornton, Bruno Sansimoni, Carlos Buemo, Joaquín Valinotti, Tomás Monacchi, Tevin Glass y Nicolás Franco. Ya en la temporada liguera, tras un vaivén de resultados, la Peña tras una exitosa gira por Corrientes y Formosa ganando los tres partidos por primera vez en esa gira comenzaría a hilvanar una racha de 12 triunfos consecutivos con contundentes victorias ante grandes equipos con mucho más presupuesto como Quimsa o Gimnasia de Comodoro quitándoles un invicto a ambos pero mostrando un básquet de muy buen nivel. Finalizaría 4° en la temporada regular y quedaría eliminado en Cuartos de final ante Boca Juniors.

## Símbolos

### Hinchada
La hinchada de Peñarol, denominada La Número 6, es bastante numerosa y de las más grandes del baloncesto. Cuenta con un importante caudal de gente que va a ver los partidos, siendo de los clubes más convocantes de la Liga Nacional.

### Mascotas

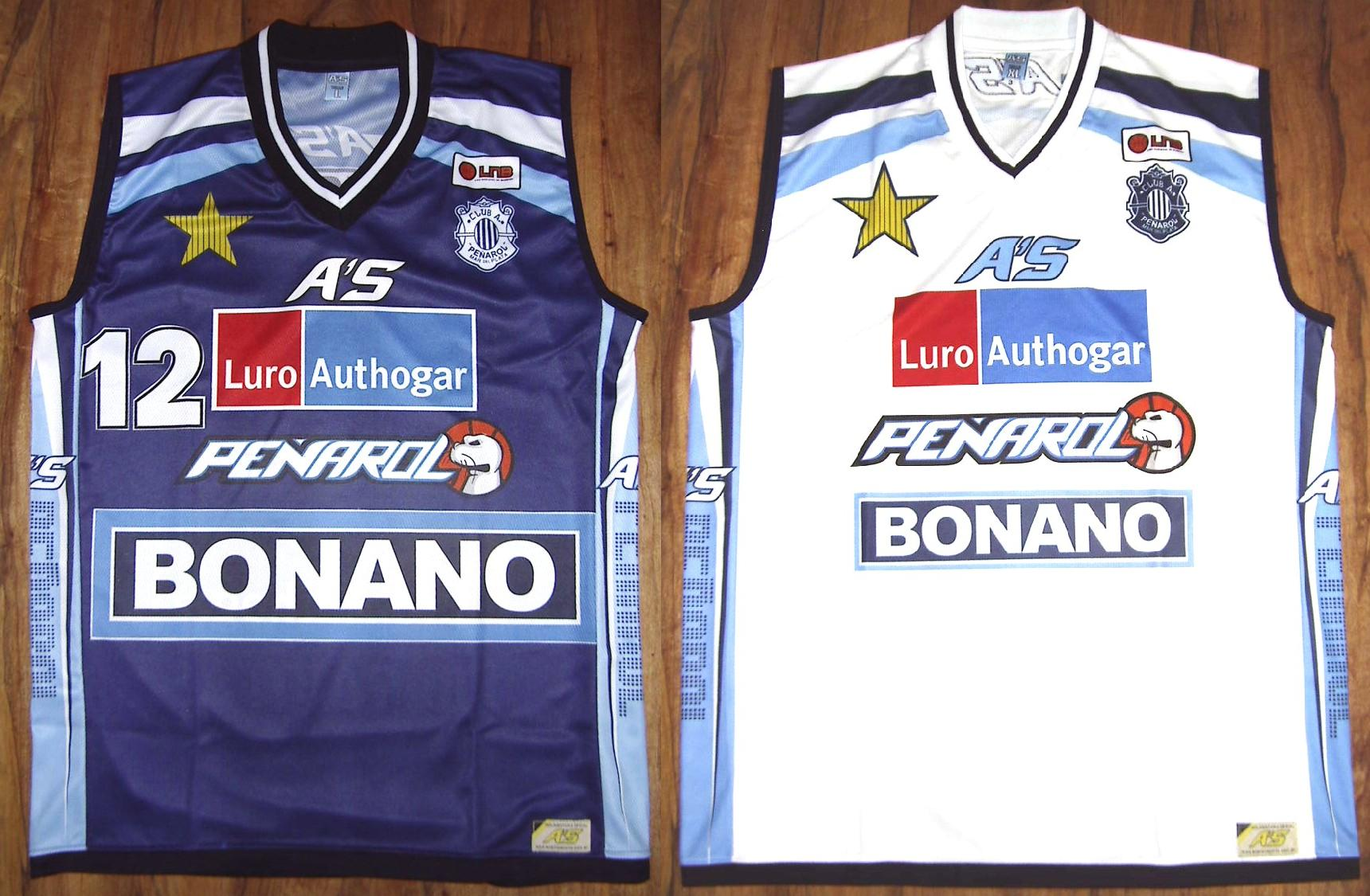
Camisetas 06-07, con el lobo marino en el uniforme.

Al equipo se lo suele relacionar con un lobo marino, una de las primeras mascotas, surgida por su relación con la zona portuaria de la ciudad. Más tarde cambió de mascota por un superhéroe vestido con los colores del club. También tuvo como mascota un vaquero momentáneamente denominado «el vaquero que nunca perdió con un Indio», una alusión a la rivalidad con Quilmes, generalmente conocido como «Indio» por el pueblo aborigen.Actualmente no tiene una mascota.

## Uniforme

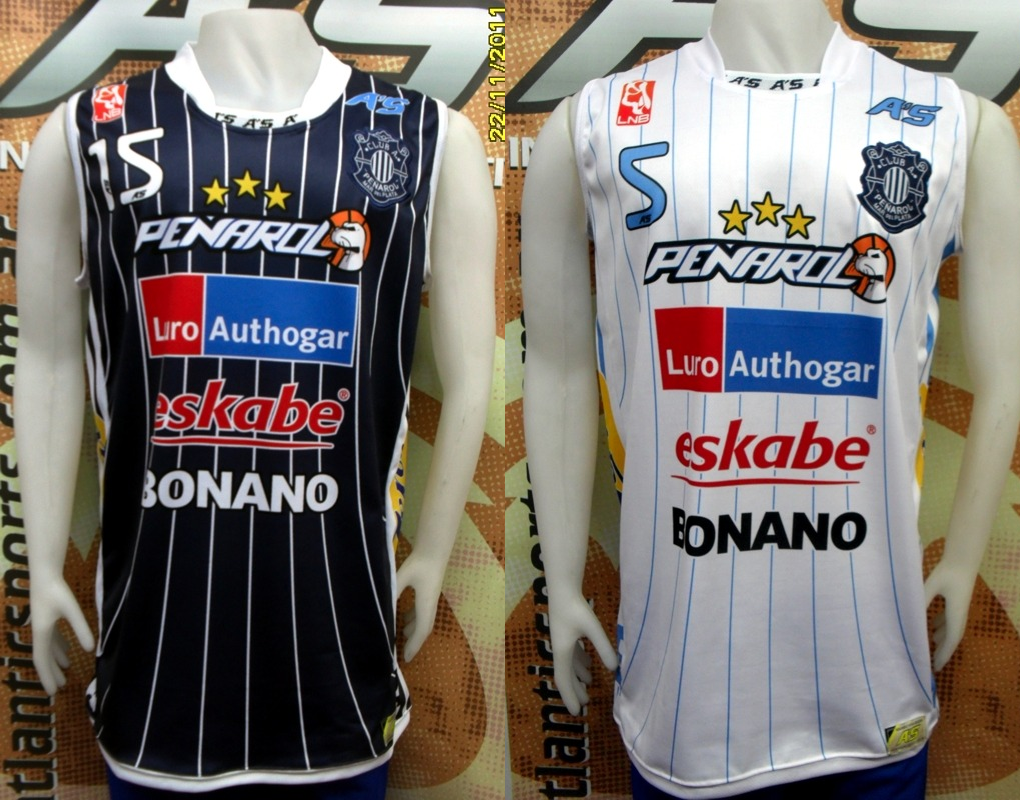
Uniformes de la temporada 2011/12.

Véase también:Camisetas de Peñarol de Mar del Plata
Los colores del club son azul y blanco, y la distribución en uniformes es a bastones verticales. Sin embargo, debido a varias medidas tomadas por la Asociación de Clubes, el uniforme fue cambiando temporada a temporada, siendo uno de los cambios más radicales el que surgió a partir de la Liga 2006-07, en la cual se prohibieron los bastones, franjas, degrades y otras tantas caracaterísticas de los uniformes. Además, por reglamentación, el uniforme de local es de un tono oscuro, mientras que el uniforme de visitantes es claro.
Además, es característico la impresión del nombre del club en grande sobre la camiseta así como el escudo y suelen incluirse algunas estrellas, para denotar algunos logros deportivos, como en el 2008, que se agregó la Liga de las Américas, o en el 2011 que se agregaron las tres ligas nacionales que el equipo tenía hasta aquel entonces.
Desde la temporada 2015-16 dejó de regir aquella normativa que impedía que los clubes tuviesen varios colores en sus uniformes, volviendo así las múltiples líneas blancas en la camiseta titular del equipo.
| Período         | Proveedor        |
| --------------- | ---------------- |
| 1985            | -                |
| 1986–1990       | Pony             |
| 1990–1991       | Team Foot        |
| 1991–2000       | Topper           |
| 2000–2001       | Sport 2000       |
| 2001–2002       | Flash Sports     |
| 2002–2003       | TMT              |
| 2003–2008       | Atlantic Sport's |
| 2009–2012       | FF Básquet       |
| 2012-Actualidad | Atlantic Sport's |

Camisetas para competencias locales
| Local LNB 2013-14 Visitante LNB 2013-14 | Local LNB 2014-15 Visitante LNB 2014-15 | Local LNB 2015-16 Visitante LNB 2015-16 |

Camisetas para competencias internacionales
| Local Liga Sudamericana 2014 Visitante Liga Sudamericana 2014 | Local Liga de las Américas 2015 Visitante Liga de las Américas 2015 |

## Instalaciones

### Polideportivo Islas Malvinas

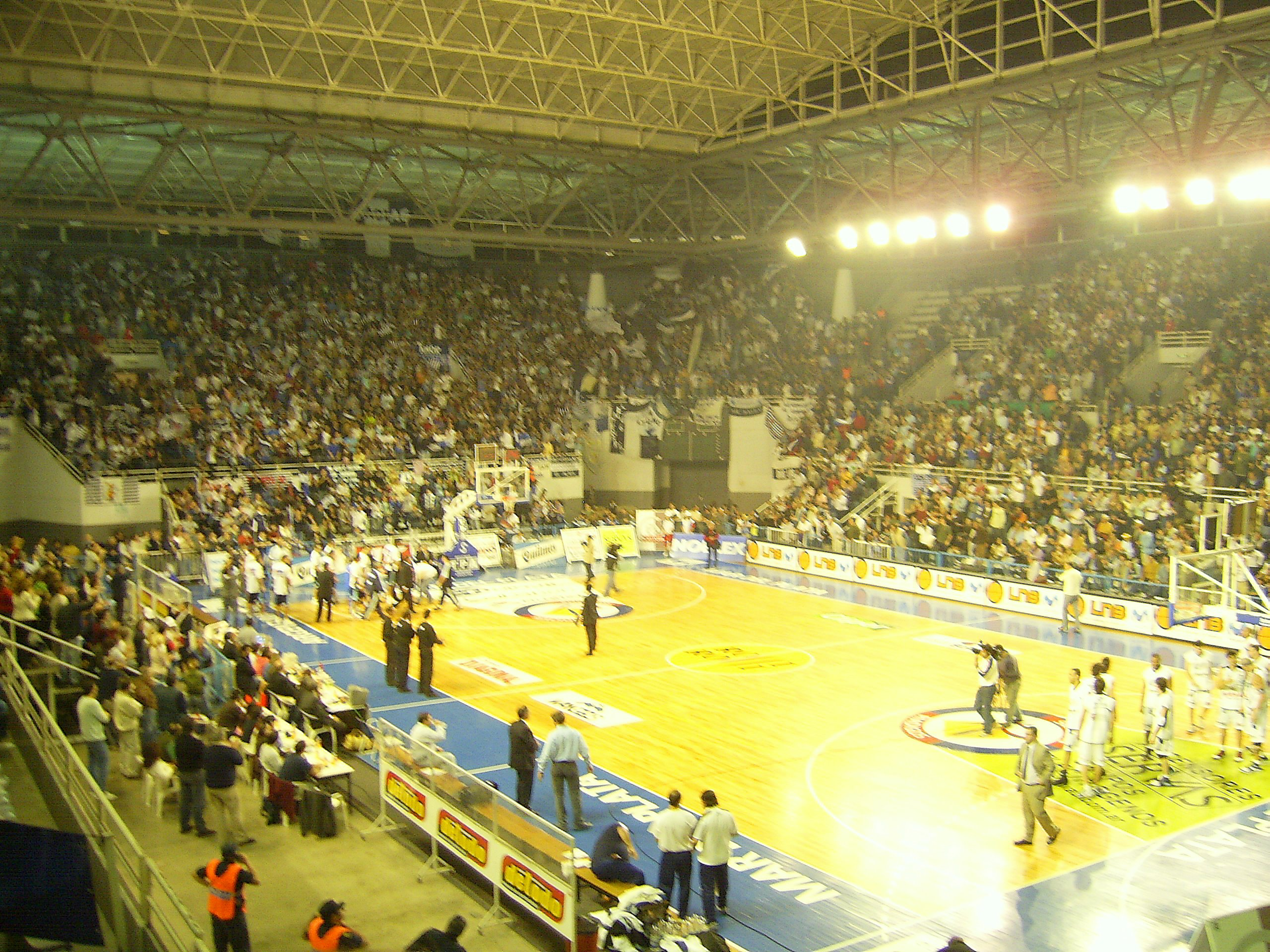
Polideportivo Islas Malvinas

Inaugurado en 1995 y siendo propiedad del municipio, el Polideportivo Islas Malvinas es el estadio que utiliza el equipo principal de básquet en sus encuentros como local. Actualmente existe un contrato de alquiler entre el club y el municipio para su uso, y es por ello que suceden inconvenientes cuando el propietario del estadio lo alquila a otros particulares y el equipo debe cambiar la localía. El más resonante y reciente de estos conflictos sucedió durante el 2013, cuando el municipio alquiló para el verano 2015 el estadio durante toda la temporada, es decir, tres meses de uso. El conflicto se resolvió rápidamente y el equipo principal de Peñarol no pudo hacer como local entre el 20 de diciembre y el 22 de febrero, trasladando así su localía al Estadio Once Unidos, fuertemente relacionado con su máximo rival, Quilmes.
En medio de este conflicto volvió a surgir la posibilidad de que el club construyase un estadio propio, un anhelo que tienen ciertos directivos e hinchas del club, sin embargo, la idea no había prosperado. Incluso se obtuvieron terrenos para la construcción y además se tenía como modelo el Coliseo del Sur, propiedad de Ben Hur.

### Superdomo
Originalmente hizo las veces de local en la cancha de su eterno rival, Quilmes, que aún no participaba en la liga. Después pasó al estadio Superdomo, que con capacidad para 3000 personas, albergó los partidos del club entre 1985 y 1995.
Existió en el 2002 un deseo del club por reflotar la vuelta del Súper Domo, incitados por los costos que implicaba utilizar el Polideportivo Islas Malvinas. Para ese entonces, el estadio contaba con la infraestructura sólida, es decir, plateas, un tablero electrónico de cuatro caras, baños, vestuarios, pero faltaban dos "jirafas" para los aros y refaccionar la lona que cubriría la cancha y sus alrededores. Con el paso del tiempo, la vuelta al recinto se dificultó por una grave recesión social, tras la cual "desapareció" parte de la lona, sin embargo, el proyecto seguía en pie. Incluso ya existía un presupuesto estimado de 120 000 a 140 000 pesos y una fecha para la reinauguración del estadio, a mediados de noviembre de 2002, sin embargo, por una crisis económica y la falta de recursos que poseía el municipio, el club no pudo costear la compra de una nueva lona, la cual elevó el costo estimado del proyecto de unos 140 000 a unos 250 000 pesos.

### Microestadio Domingo Robles

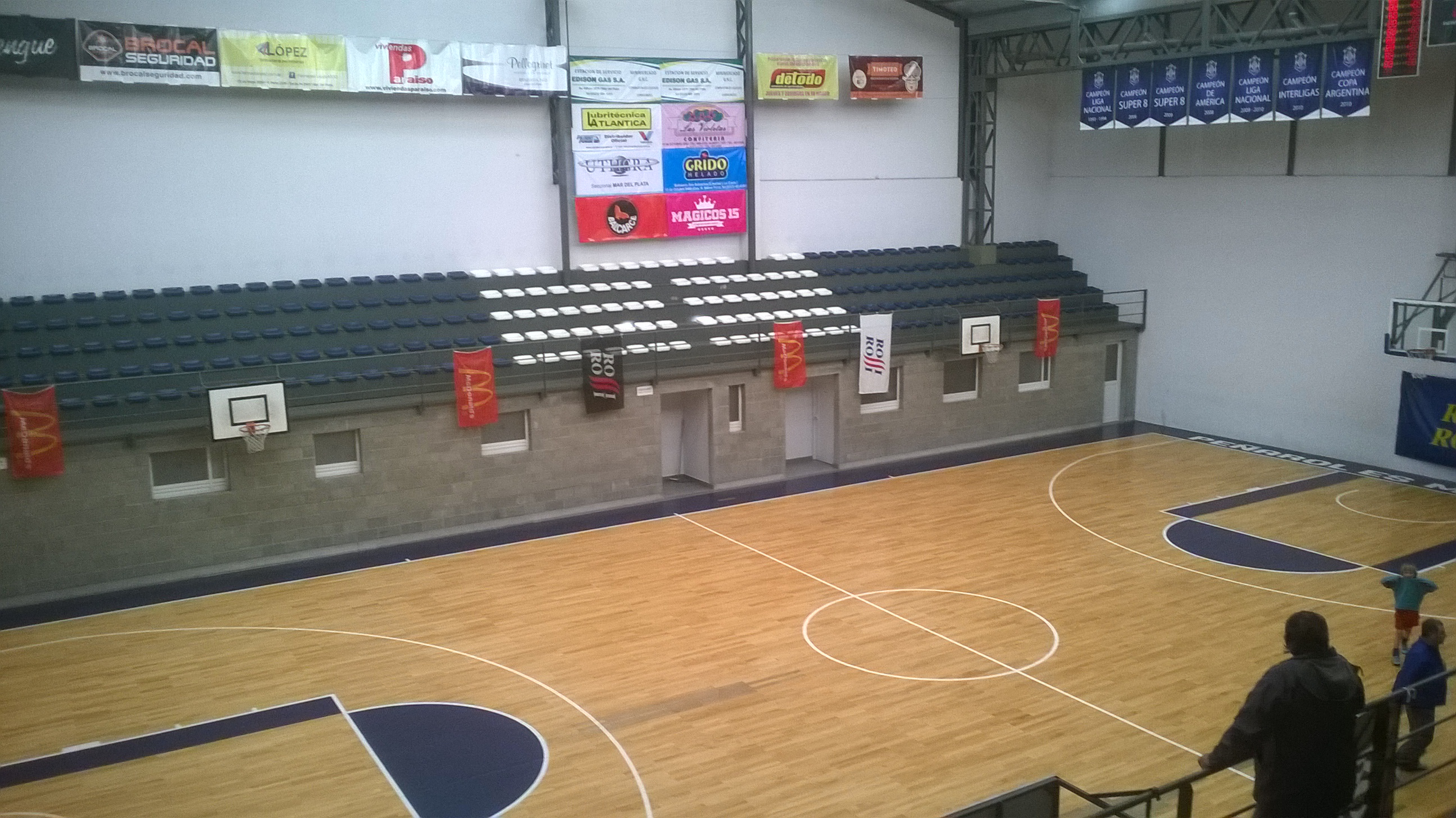
Estadio Domingo Robles

El microestadio Domingo Robles, construido e inaugurado con el nombre de Américo Gutiérrez, es el estadio localizado en la sede social del club y utilizado para prácticas y partidos de divisiones inferiores.
En el 2011 comenzó a remodelarse el recinto desde cero, cambiando el suelo, construyendo vestuarios y colocándole nuevo suelo, dos tableros para una cancha grande y cuatro colocados transversalmente para dos canchas de mini básquet. La remodelación también consto de rotar la cancha noventa grados, haciéndola paralela a la calle Garay, además se cambió por completo el techo, construyendo uno más alto.

...estamos muy convencidos con esta Comisión Directiva de llevar este proyecto ambicioso adelante. Le daremos un salto de calidad a la Sede, la Liga Nacional va a tener una cancha acorde para entrenar alternativa al Poli. Por eso tenemos como primer objetivo tener listos el piso y el techo para que los chicos ya puedan jugar y la Liga entrenar al menos, luego llegarán las tribunas y será espectacular
Domingo Robles, presidente del club.

### Sede social Américo Gutiérrez y Villa deportiva
La sede social, ubicada en Garay al 2500, cuenta con una sala de conferencias, un gimnasio auxiliar para practicar básquet, un gimnasio de aparatos y oficinas del club, además de un bar ubicado en la planta baja.
Además cuenta con un predio ubicado en las afueras de la ciudad destinada al uso recreativo de los socios al aire libre y además posee una cancha de fútbol.

## Rivalidades
El clásico histórico del club es con Quilmes de la misma ciudad, además a nivel nacional tiene una fuerte rivalidad con Atenas tras haber jugado varias finales, y con Argentino de Junín, Estudiantes, Regatas, Boca Juniors y Ferro, ya que son los otros considerados grandes

### El clásico con Quilmes
Peñarol mantiene una fuerte rivalidad deportiva con Quilmes, equipo marplatense que militaba en la primera división hasta 2019 dónde descendió frente a Atenas. Desde la temporada 1991-92 ambos clubes se enfrentaban hasta el año 2019 en el que quilmes descendió. La rivalidad data de ciertos hechos de la dirigencia "milrayitas", previos a la llegada del "indio" a la máxima categoría. El historial, se encuentra a favor del conjunto milrayitas por 90 a 42.

## Datos del club
En torneos nacionales
- Temporadas en Primera División: 38 (1988 - actualidad)
  - Mejor puesto en la liga: Campeón (1993-94, 2009-10, 2010-11, 2011-12, 2013-14)
  - Peor puesto en la liga: 14.° (de 16, en 2003-04), 18.°(de 20, en 2018-19)
- Temporadas en segunda división:
  - Liga B: 3 (1985, 1986, 1987)
    - Mejor puesto en la liga: 2.° (1987)
    - Peor puesto en la liga: 28.° (1985)
- Participaciones en copas nacionales
  - Participaciones en el Torneo Top 4: 0
  - Participaciones en Copa Argentina: 9 (2002 - 2010)
    - Mejor puesto en la copa: Campeón (2010)

  - Participaciones en el Torneo Súper 8: 8 (2005, 2006, 2007, 2009, 2010, 2011, 2013, 2014)
    - Mejor puesto: Campeón (2006, 2009, 2011, 2013)
    - Peor puesto: Eliminado en primera ronda (2005, 2007, 2012)

  - Participaciones en la Copa Desafío: 2 (2007 y 2010)
    - Mejor puesto: Campeón (2007 y 2010)

  - En Torneo Súper 20: 2
    - Mejor puesto:1.° del grupo, eliminado en Cuartos de final
    - Peor puesto: 5.° del grupo, eliminado en la reclasificación.

En torneos internacionales
- En Liga de las Américas
  - Participaciones: 5 (2007-08, 2008-09, 2009-10, 2010-11, 2015)
  - Mejor puesto: Campeón (2007-08, 2009-10)
  - Peor puesto: Eliminado en primera fase (2008-09)
- En Liga Sudamericana de Clubes
  - Participaciones: 2 (2012, 2013)
  - Mejor puesto: 4to puesto (Final Four) (2012)
  - Peor puesto: Eliminado en segunda fase (2013)
- En Campeonato Sudamericano de Clubes Campeones
  - Participaciones: 2 (1995, 2007)
  - Mejor puesto: 3.° (1995, 2007)
- En el Campeonato Panamericano de Clubes
  - Participaciones: 1 (1995)
  - Mejor puesto: Subcampeón (1995)
- En el InterLigas
  - Participaciones: 3 (2010, 2011, 2012)
  - Mejor puesto: Campeón (2010 y 2012)
  - Peor puesto: Eliminado en primera ronda (2011)

### Por temporada
Fuente: Liga Nacional de Básquet. «Guía 2013/14». Archivado desde el original el 12 de septiembre de 2014.
| Campañas en Liga Nacional | Campañas en Liga Nacional | Campañas en Liga Nacional | Campañas en Liga Nacional          | Campañas en Liga Nacional          | Campañas en Liga Nacional                             | Campañas en Liga Nacional | Campañas en Liga Nacional |
| Temporada                 | Temporada                 | POS                       | Eliminación, oponente y resultado. | Eliminación, oponente y resultado. | Eliminación, oponente y resultado.                    | Récord                    | %V                        |
| ------------------------- | ------------------------- | ------------------------- | ---------------------------------- | ---------------------------------- | ----------------------------------------------------- | ------------------------- | ------------------------- |
| 1                         | 1988                      | 12.°                      | Reclasificación                    | 1 - 2                              | Echagüe                                               | 11-18                     | 37,9                      |
| 2                         | 1989                      | 10.°                      | Reclasificación                    | 0 - 2                              | C. Olímpico                                           | 15-13                     | 53,6                      |
| 3                         | 1990                      | 9.°                       | Reclasificación                    | 1 - 3                              | Olimpo                                                | 16-14                     | 53,3                      |
| 4                         | 90-91                     | 9.°                       | Reclasificación                    | 2 - 3                              | Gimnasia (CR)                                         | 19-24                     | 44,2                      |
| 5                         | 91-92                     | 7.°                       | Cuartos de final                   | 2 - 3                              | Estudiantes (BB)                                      | 21-26                     | 44,6                      |
| 6                         | 92-93                     | 9.°                       | Play-off permanencia               | 3 - 0                              | Independiente (N)                                     | 33-19                     | 63,4                      |
| 7                         | 93-94                     | 1.°                       | Campeón                            | 4 - 1                              | Independiente (GP)                                    | 41-16                     | 71,9                      |
| 8                         | 94-95                     | 7.°                       | Cuartos de final                   | 0 - 3                              | Atenas                                                | 26-25                     | 51,0                      |
| 9                         | 95-96                     | 5.°                       | Cuartos de final                   | 1 - 3                              | Independiente (GP)                                    | 28-20                     | 58,3                      |
| 10                        | 96-97                     | 12.°                      | Play-off permanencia               | 3 - 0                              | Racing                                                | 23-28                     | 45,1                      |
| 11                        | 97-98                     | 11.°                      | Play-off permanencia               | 3 - 0                              | Belgrano (SN)                                         | 18-29                     | 38,3                      |
| 12                        | 98-99                     | 11.°                      | Play-off permanencia               | 3 - 1                              | Dep. Roca                                             | 22-26                     | 45,8                      |
| 13                        | 99-00                     | 4.°                       | Semifinal                          | 0 - 3                              | Atenas                                                | 27-28                     | 49,1                      |
| 14                        | 00-01                     | 6.°                       | Cuartos de final                   | 2 - 3                              | Libertad                                              | 34-15                     | 69,4                      |
| 15                        | 01-02                     | 11.°                      | Reclasificación                    | 0 - 3                              | Gimnasia (LP)                                         | 18-29                     | 38,3                      |
| 16                        | 02-03                     | 12.°                      | Reclasificación                    | 0 - 3                              | Gimnasia (CR)                                         | 16-23                     | 41,0                      |
| 17                        | 03-04                     | 14.°                      | Fase regular                       | -                                  | No jugó play-offs                                     | 14-30                     | 31,8                      |
| 18                        | 04-05                     | 6.°                       | Cuartos de final                   | 1 - 3                              | Libertad                                              | 29-24                     | 54,7                      |
| 19                        | 05-06                     | 10.°                      | Reclasificación                    | 1 - 3                              | Regatas Corrientes                                    | 22-26                     | 45,8                      |
| 20                        | 06-07                     | 2.°                       | Final                              | 2 - 4                              | Boca Juniors                                          | 39-18                     | 67,2                      |
| 21                        | 07-08                     | 3.°                       | Semifinal                          | 0 - 3                              | Libertad                                              | 29-21                     | 56,9                      |
| 22                        | 08-09                     | 2.°                       | Final                              | 2 - 4                              | Atenas                                                | 41-17                     | 70,7                      |
| 23                        | 09-10                     | 1.°                       | Campeón                            | 4 - 1                              | Atenas                                                | 43-12                     | 78,2                      |
| 24                        | 10-11                     | 1.°                       | Campeón                            | 4 - 1                              | Atenas                                                | 43-14                     | 75,4                      |
| 25                        | 11-12                     | 1.°                       | Campeón                            | 4 - 2                              | Obras Sanitarias                                      | 40-19                     | 67,8                      |
| 26                        | 12-13                     | 3.°                       | Semifinal                          | 2 - 3                              | Lanús                                                 | 35-18                     | 66,0                      |
| 27                        | 13-14                     | 1.°                       | Campeón                            | 4 - 2                              | Regatas Corrientes                                    | 43-14                     | 75,4                      |
| 28                        | 14-15                     | 7.°                       | Cuartos de final                   | 1 - 3                              | Gimnasia Indalo                                       | 34-27                     | 55,7                      |
| 29                        | 15-16                     | 6.º                       | Cuartos de final                   | 1 - 3                              | Bahía Basket                                          | 33-27                     | 55,0                      |
| 30                        | 16-17                     | 15.º                      | Fase Regular                       | -                                  | No jugó play-offs                                     | 24-32                     | 42,9                      |
| 31                        | 17-18                     | 16.°                      | Octavos de Final                   | 1 - 3                              | San Lorenzo                                           | 15-27                     | 35,7                      |
| 32                        | 18-19                     | 18.°                      | Fase Regular                       | -                                  | No jugó play-offs                                     | 14-24                     | 36,8                      |
| 33                        | 19-20                     | 15.°                      | Fase Regular                       | -                                  | Finalizada prematuramente por la Pandemia de Covid-19 | 10-16                     | 36,0                      |
| 34                        | 20-21                     | 13.°                      | Fase Regular                       | -                                  | No jugó play-offs                                     | 16-22                     | 42,1                      |
| 35                        | 21-22                     | 4.°                       | Cuartos de Final                   | 1 - 3                              | Boca Juniors                                          | 25-13                     | 65,8                      |
| 36                        | 23-24                     | 12.°                      | Cuartos de Final                   | 2 - 3                              | Quimsa                                                | 18-20                     | 47,3                      |
| 37                        | 24-25                     | 13.°                      | Fase Regular                       | -                                  | No jugó play-offs                                     | 18-20                     | 47,3                      |
| 38                        | 25-26                     |                           |                                    |                                    |                                                       |                           |                           |

## Plantel profesional y cuerpo técnico

### Mercado de Invierno 2025
| Siguen de la temporada 2024-25 | Siguen de la temporada 2024-25 |
| Jugador                        | Posición                       |
| ------------------------------ | ------------------------------ |
| Roberto Acuña                  | Pivot                          |

| Altas               | Altas      | Altas            |
| Jugador             | Posición   | Procedencia      |
| ------------------- | ---------- | ---------------- |
| Leonardo Costa      | Entrenador | San Lorenzo      |
| Facundo Vázquez     | Base       | Platense         |
| Luciano Guerra      | Base       | Instituto        |
| Agustín Pérez Tapia | Escolta    | Quimsa           |
| Xavier Carreras     | Alero      | Cañeros del Este |
| Gastón Córdoba      | Ala-pívot  | San Lorenzo      |
| Iván Basualdo       | Pivot      | San Lorenzo      |

| Bajas             | Bajas      | Bajas      |
| Jugador           | Posición   | Destino    |
| ----------------- | ---------- | ---------- |
| Hernán Laginestra | Entrenador | Libre      |
| Lucas Andújar     | Base       | Oberá TC   |
| Víctor Fernández  | Base       | San Martín |

## Jugadores destacados
Por este club pasaron históricos jugadores argentinos, algunos de los cuales brillaron en el seleccionado de ese país como Marcelo Richotti, Diego Maggi, Esteban De la Fuente, Rubén Scolari, Héctor Campana, Esteban "Gallo" Pérez, Héctor Haile, Raúl Merlo, Esteban Camissasa, Orlando Tourn, Miguel Cortijo, Luis González, Adolfo Perazzo, Aréjula, Sergio Aispurúa, Hernán Montenegro, Román González, Leonardo Gutiérrez, Facundo Campazzo, Andrés Nocioni y Martín Leiva.
Además de los mencionados jugadores hubo otros con una trayectoria importante alcanzando la idolatrìa en el club como Adolfo Taymir Urciuoli, los hermanos Fernando y Sebastián "Tato" Rodríguez, Juan Manuel Locatelli y Marcos Mata.
También pasaron extranjeros como Joe Bunn, Joshua Pittman, Byron Wilson, Jason Osborne, Quincy Wadley, Carlus Groves, Mike Jones, Sam Ivy, Wallace Bryant, Joe Cooper, Zatchary Cooper (el utilitario), Joe Bradley (artífice del ascenso), Milos Babic, Jerome Mincy, Eugene Holloway, Isaiah Morris, Carl Amos, Eddie Pope (el devastador), Norris Coleman, Kyle Lamonte y David Jackson.

## Entrenadores
| #  | Ciclo | Entrenadores            | Mandatos  | Premios / Campeonatos | Premios / Campeonatos                                                                        | Premios / Campeonatos      | R |
| #  | Ciclo | Entrenadores            | Mandatos  | Colectivos | Colectivos                                                                                   | Individuales               | R |
| #  | Ciclo | Entrenadores            | Mandatos  | Nacionales | Internacionales                                                                              | Individuales               | R |
| -- | ----- | ----------------------- | --------- | --- | -------------------------------------------------------------------------------------------- | -------------------------- | - |
| 1  |       | Horacio Seguí           | 1987-1988 | |                                                                                              |                            |   |
| 2  |       | Miguel Volcán Sánchez   | 1991-1992 | |                                                                                              |                            |   |
| 3  |       | Néstor "Che" García     | 1992-1995 | LNB 1993-94 |                                                                                              |                            |   |
| 4  |       | Marcelo Plá             | 1996-199  | |                                                                                              |                            |   |
| 5  |       | Carlos Romano           | 1999-2002 | |                                                                                              |                            |   |
| 6  |       | Marcelo Richotti        | 2002-2003 | |                                                                                              |                            |   |
| 7  |       | Silvio Santander        | 2003      | |                                                                                              |                            |   |
| 8  |       | Osvaldo Echeverría      | 2004      | |                                                                                              |                            |   |
| 9  |       | Guillermo Narvarte      | 2004-2006 | |                                                                                              |                            |   |
| -  | 2°    | Carlos Romano           | 2006-2007 | Súper 8 2006 |                                                                                              |                            |   |
| 10 |       | Sergio Santos Hernández | 2007-2013 | Copa Desafío 2007, LNB 2009-10, Súper 8 2009, Copa Desafío 2010, Copa Argentina 2010, LNB 2010-11,Súper 8 2011, LNB 2011-12 | Liga de las Américas 2007-08, Liga de las Américas 2009-10, InterLigas 2010, Interligas 2012 | Entrenador del Año 2009-10 |   |
| 11 |       | Fernando Rivero         | 2013-2015 | LNB 2013-14, Súper 8 2013                                                                                                   |                                                                                              |                            |   |
| -  | 2°    | Sergio Santos Hernández | 2015-2016 | |                                                                                              |                            |   |
| -  | 2°    | Marcelo Richotti        | 2016-2017 | |                                                                                              |                            |   |
| 12 |       | Leonardo Gutiérrez      | 2017-2019 | |                                                                                              |                            |   |
| 13 |       | Gabriel Piccato         | 2019-2020 | |                                                                                              |                            |   |
| -  | 3°    | Carlos Romano           | 2020-2021 | |                                                                                              |                            |   |
| 14 |       | Leandro Ramella         | 2021-2022 | |                                                                                              | Entrenador del Año 2021-22 |   |
| 15 |       | Adrián Capelli          | 2022-2023 | |                                                                                              |                            |   |
| 16 |       | Hernán Laginestra       | 2024-2025 | |                                                                                              |                            |   |
| 17 |       | Leonardo Costa          | 2025-act  | |                                                                                              |                            |   |

## Presidentes
| Presidente             | Comienzo de Gestión | Fin de Gestión |
| ---------------------- | ------------------- | -------------- |
| Hernández Aristides    | 1922                | 1928           |
| Picceti Moggia Antonio | 1929                | 1929           |
| Longhi Dante           | 1930                | 1931           |
| Arbúes Angel           | 1932                | 1932           |
| García Juan J.         | 1933                | 1933           |
| Gutiérrez Americo      | 1934                | 1934           |
| Longhi Dante           | 1935                | 1935           |
| García Juan J.         | 1936                | 1936           |
| Alvarez Gabriel        | 1937                | 1937           |
| Longhi Dante           | 1938                | 1938           |
| Arbúes Angel           | 1939                | 1939           |
| Gutiérrez Americo      | 1940                | 1941           |
| Longhi Dante           | 1942                | 1945           |
| Hernández Aristides    | 1946                | 1947           |
| Sartora Raul           | 1948                | 1953           |
| Longhi Dante           | 1954                | 1955           |
| Gutiérrez Americo      | 1956                | 1959           |
| Martín Valentin        | 1960                | 1961           |
| Fava Ricardo           | 1962                | 1963           |
| Gutiérrez Americo      | 1964                | 1965           |
| Martín Valentin        | 1966                | 1967           |
| Hernández Raul         | 1968                | 1969           |
| Palestini Pascual      | 1970                | 1974           |
| Marinucci Pascual      | 1975                | 1981           |
| Bel Julio              | Nov. 1981           | Oct. 1983      |
| Aller Aldo             | Oct. 1983           | Ene. 1985      |
| Marinucci Pascual      | Ene. 1985           | Oct. 1988      |
| Paz José Manuel        | Oct. 1988           | Dic. 1991      |
| Trionfetti Emilio P.   | Dic. 1991           | Oct. 1993      |
| Frydman Isidoro        | Oct. 1993           | Oct. 1994      |
| Giri Jorge             | Oct. 1994           | Sep. 1997      |
| Belza José Miguel      | Sep. 1997           | Nov. 2000      |
| Fernandez José A.      | Nov. 2000           | Abr. 2004      |
| Robles Domingo         | Abr. 2004           | Jul. 2022      |
| Amoedo Alejandro       | Jul. 2022           | Actualidad     |

## Palmarés

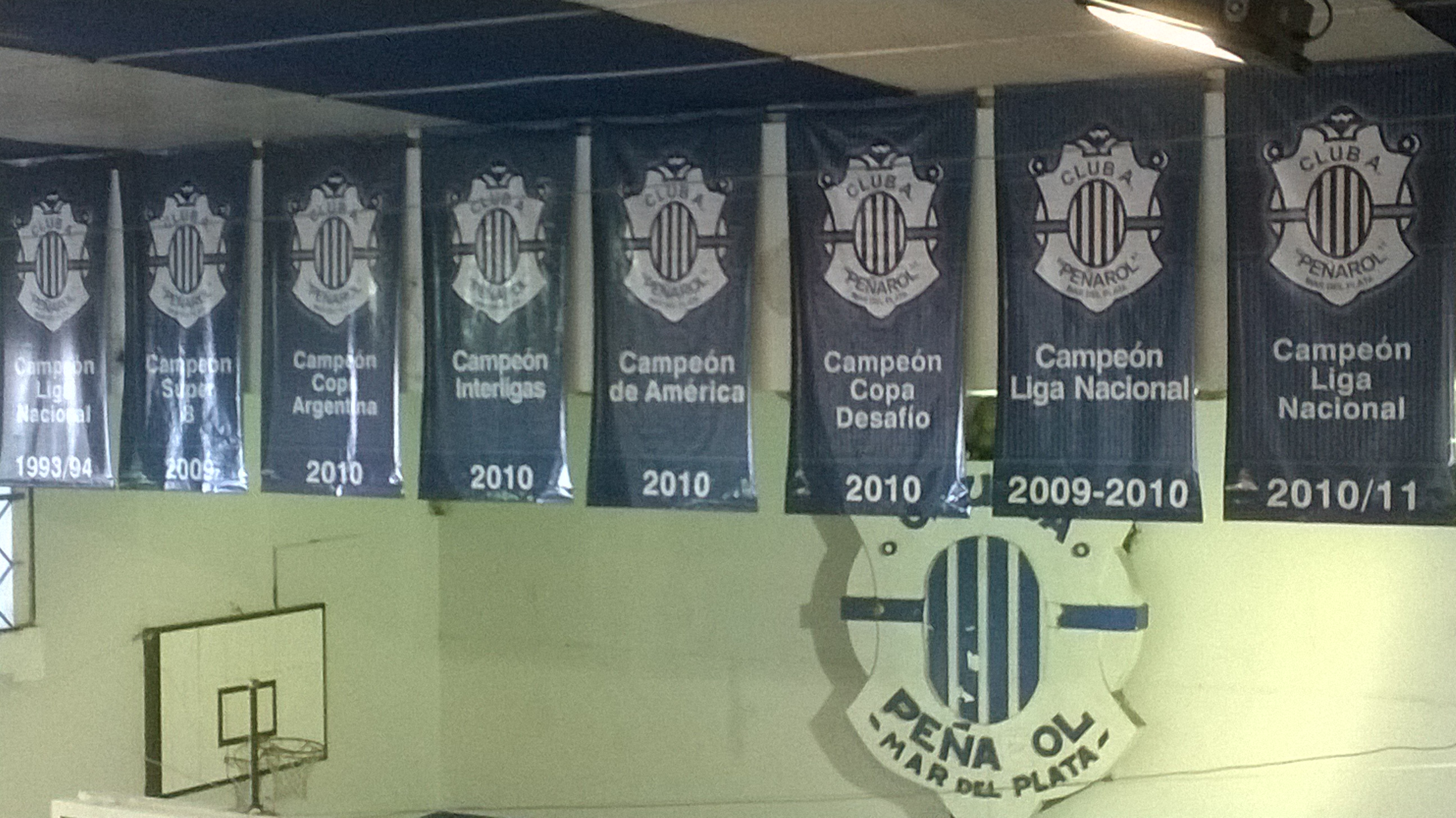
Pancartas con títulos obtenidos entre 1993 y 2011.

### Torneos nacionales
- Campeón Campeonato Argentino de Clubes 1962.[152]
- Campeón Liga Nacional de Básquet 1993-94, 2009-10, 2010-11, 2011-12, 2013-14.
- Campeón Torneo Súper 8: 2006, 2009, 2011 y 2013.
- Campeón Copa Desafío 2007, 2010.
- Campeón Copa Argentina 2010.

### Torneos internacionales
- Campeón Liga de las Américas (2007-08, 2009-10)
- Campeón InterLigas 2010, 2012.

### Otros Campeonatos
- Campeón Liga Argentina de Vóley 1996-1997.
- Campeón Liga Nacional de Cadetes 2007.[153]
- Campeón Campeonato Argentino Juvenil de Clubes 2008 y 2012
- Campeón Copa “Federico Cristoff” 2009 (Cuadrangular semifinal de la Copa Argentina).[154]
- Campeón Copa EuroAmericana de Básquet 2014.
- Campeón Liga de Desarrollo 2019

## Récords y marcas vigentes
Del equipo.
- Mayor cantidad de partidos invicto en la LNB, con 17 victorias seguidas, durante el 5 de noviembre de 1993 y el 25 de enero de 1994. El récord es compartido con Atenas de Córdoba y Quimsa.
- Primer equipo en lograr tres temporadas de LNB de manera consecutiva.
- Primer y único equipo en llegar a semifinales tras disputar el A2. Récord obtenido en la temporada 1999/2000
- Es uno de los cuatro equipos, junto con Atenas, Estudiantes de Bahía Blanca y Echagüe, que participó en todas las temporadas del básquet profesional en al menos una de las dos o tres categorías.
- Primer equipo en ganar cinco títulos en una temporada, cuando durante la 2009-2010 obtuvo el Súper 8, la Liga de las Américas, el InterLigas, la Copa Desafío y Liga Nacional.
- Marca histórica de triples convertidos en un partido de una final, durante la LNB 11-12, en el segundo juego, cuando anotó 17 lanzamientos desde más allá de los 6,75 metros y superó los 15 que había logrado Gimnasia La Plata en la final de la temporada 03-04 frente a Boca.

De jugadores jugando para el club.
- Mayor cantidad de tiros libres convertidos en un partido, convertidos por Héctor Campana, durante la temporada 1995-96, jugando contra Ferro Carril Oeste, cuando convirtió 25 libres.
- Mayor cantidad de triples convertidos en un partido, convertidos por Leo Gutiérrez, el 3 de diciembre de 2010, cuando a Boca Juniors le convirtió 15 triples.

De jugadores dentro del club.
- Máximo goleador: Sebastián Rodríguez con 6545 puntos convertidos.
- Más partidos disputados: Sebastián Rodríguez con 554 partidos jugados.

## Otras secciones deportivas

### Vóley
En 1996 y ante la novedosa Liga Argentina de Clubes de Vóley, creada y dirigida por la recientemente refundada Federación Argentina de Vóley, Peña se vio con la posibilidad de sumar otro deporte profesional al club. Aquel equipo tenía jugadores jóvenes, entre ellos Sebastián Firpo, Dick Montalban, Robert Ferreira, Christian Lares, Sebastián Jabif y Leandro Maly, jugadores conducidos por Diego "Panda" Biscione.
El equipo comenzó su participación en los cuartos de final, donde derrotó a River Plate de Buenos Aires, tras ganar el primer partido como visitante 3 a 0, cayó en mardel 2 a 3 en el segundo y tuvo que recurrir al tercer juego, también como local, para poder acceder a la siguiente fase. Luego se vio las caras ante el Club Italiano, que venía de ser finalista en la Liga Metropolitana, y tras ganar como visitante y como local, ambos partidos en cuatro sets, avanzó a la primera final de la Liga Argentina. En la final se enfrentó al campeón de la Liga Metropolitana, Boca Juniors en una serie al mejor de cinco partidos. Los dos primeros se jugaron en Mar del Plata, donde el equipo local fue claramente superior y los ganó en tres sets cada uno, y en el tercer juego, en capital, ganó el partido en cuatro sets y se consagró campeón del voleibol nacional por primera vez. Esa fue la última temporada que participó del certamen nacional, ya que para el siguiente no contó con el apoyo económico necesario.

### Básquet femenino
La rama femenina del básquet fue la más antigua en la institución. Comenzó participando de los torneos organizados por la Federación Marplatense de Básquet, que actualmente se denomina Asociación Marplatense de Básquetbol. El equipo milrayitas obtuvo varios certámenes locales, el oficial de 1990, el preparación de 1991 y el oficial de 1991, ambos mismos en 1992, oficial y competencia en la temporada 1992-93, ambos certámenes de 1994 y el oficial de 1999.
En el plano nacional, ha participado en la primera edición del Federal Femenino en el 2014. Con un plantel casi en su totalidad local y a la vez amateur, logró un buen desempeño y terminó su participación en la segunda fase. Al equipo local se le sumaron Muriel Sauán y Celeste Selent, surgidas en la cantera del equipo y que tuvieron paso por la Liga Metropolitana.

Al no contar con un plantel profesional, sino enteramente amateur, el equipo hace esfuerzos enormes con respecto a sus obligaciones académicas y laborales para cumplir con los entrenamientos. Por eso, sentimos que este proyecto es un gran reconocimiento de ese esfuerzo por parte de la Dirigencia y la Comisión de padres del Club.
Tenemos un plantel joven, y nuestra proyección es que con el tiempo la Primera se pueda seguir nutriendo con jugadoras de las formativas, al igual que se viene realizando en el masculino. La filosofía del club es una sola, sin distinción de género.
Santiago Belza, entrenador del equipo.

En ese certamen, organizado por la CABB, comenzó en la región sur, conferencia "metropolitana-bonaerense" junto con Vélez Sarsfield, Deportiva Berazategui, Estrella de Berisso y San Martín de Junín. A pesar de los malos resultados logró pasar a la siguiente fase donde se enfrentó al resto de equipos de la región sur. Ya en la fase de conferencia, el equipo volvió a mostrar un nivel acorde a la condición del mismo, y terminó penúltimo del grupo con dos victorias y seis derrotas, sin embargo, considerando la poca actividad local que tiene el equipo y la falta de competencia ante otros equipos con mayor rodaje, como los metropolitanos, la actuación se considera buena. Las únicas cuatro victorias que cosechó el equipo, sobre un total de dieciséis partidos, fueron ante otros elencos amateurs como San Martín de Junín, en la primera fase, e Independiente de Bahía Blanca en la segunda fase.
| Equipo  | Primera fase | Primera fase | Primera fase | Primera fase | Primera fase | Segunda fase | Segunda fase | Segunda fase | Segunda fase | Segunda fase | Segunda fase |
| Equipo  | PJ           | PG           | PP           | Pts          | Pos          | Ar           | PJ           | PG           | PP           | Pts          | Pos          |
| ------- | ------------ | ------------ | ------------ | ------------ | ------------ | ------------ | ------------ | ------------ | ------------ | ------------ | ------------ |
| Peñarol | 8            | 2            | 6            | 10           | 4.º          | 3.0          | 8            | 2            | 6            | 13           | 7.º          |

Al año siguiente es invitado a participar de otro novedoso certamen, la SuperLiga Femenina, torneo con ocho equipos de escala nacional y con una duración de dos meses aproximadamente. La temporada comenzó con un draft, donde el equipo seleccionó dos españolas y aleras, Vega Gimeno y Amaya Gastaminza. Amaya y Vega venían de jugar en su país de origen, ambas en el Gran Canaria. El resto del equipo estuvo conformado por jugadoras nacionales y el director técnico fue Martín Furfuro, que reemplazó a Santiago Belza.
El equipo comenzó la liga jugando en Posadas ante Tokyo Social y Deportivo. Tras los catorce partidos, el equipo terminó en la tercera ubicación con igual cantidad de victorias y derrotas, siete. Comenzada la liga, se sumó Macarena Rosset, alera de selección nacional y que había jugado el pasado Federal Femenino para Vélez Sarsfield y su último equipo fue el PFF Group Ferrara de la Serie A2 italiana. Terminada la fase regular, Peñarol integró el cuadrangular semifinal A en El Coloso de Cemento, en Charata, Chaco, donde eliminó a Tokyo de Posadas para así acceder al Final Four. El equipo finalizó tercero tras perder la semifinal ante Unión Florida y vencer en el partido final a Obras Sanitarias.
En 2015 volvió a participar en el Federal Femenino, esta vez, tras consagrarse campeón de la fase provincial al derrotar a Regatas de San Nicolás como local en el Microestadio Domingo Robles. En este equipo destacan la continuidad de Celeste Selent y Muriel Sauan y la aparición de Valeria de Cabo, mientras que el técnico es Martín Furfuro, quien continúa de la SuperLiga.
En este nuevo torneo, las chicas lograron pasar la primera fase, que se jugó en Mar del Plata, aunque no pudieron en semifinales, donde jugaron ante Unión Florida y Deportivo Berazategui, ambos clasificados, y Tomás de Rocamora, que terminó último. El primer partido fue derrota ante el local, Berazategui, mismo resultado que se obtuvo en el segundo partido para así, llegar a la tercera fecha ya eliminadas. Tras vencer a Tomás de Rocamora, el equipo terminó con tres victorias y tres derrotas en la fase nacional, mientras que desde que comenzó la competencia, ocho victorias y tres derrotas. A pesar del desarrollo del deporte en la institución, aún hay diferencia con los equipos metropolitanos, quienes clasificaron al "final-four". El equipo estuvo conformado por las bases Micaela Barriga Naón, Evelyn Brazanovich y Muriel Sauan, las aleras Julieta Arrozeres y Melanie López Armaretti, las escoltas Pía Cavallo, Valeria de Cabo, Cecilia Igarza y Camila Soria, las alas pivotes Paula Kesi y Celeste Selent y la pivote Tamara Dell Ollio.

Terminamos bien. Sabíamos que los cuatro que clasificaron al Final Four están un escalón por encima nuestro. Pero quedar entre los seis equipos más importantes del país es un logro importantísimo para el equipo. Estoy orgullosa de este grupo.
Celeste Selent, jugadora del equipo.

### Fútbol y otros deportes
El fútbol, como en otros tantos clubes de la Argentina, fue la primera disciplina del club. Si bien en el certamen local no ha tenido grandes resultados, logró ser campeón en 1927 y 1949, es uno de los más añejos participantes, estuvo cerca de participar en la B Nacional (Segunda categoría del fútbol Argentino) en la Temporada 1986/87 perdiendo ante Douglas Haig en cuartos de final.
Actualmente participa en la Liga Marplatense de Fútbol con todas sus divisiones, incluyendo las inferiores. Si bien podría hacer las veces de local en la villa deportiva del club, esta no se encuentra completamente habilitada por el ente de seguridad y juega sus encuentros en otras canchas de la zona.
También tiene otras disciplinas como Taekwondo y Yoga.